# Obélisque
Cet article possède des paronymes, voir Obelisk et Obélix.
Pour les articles homonymes, voir Obélisque (homonymie).

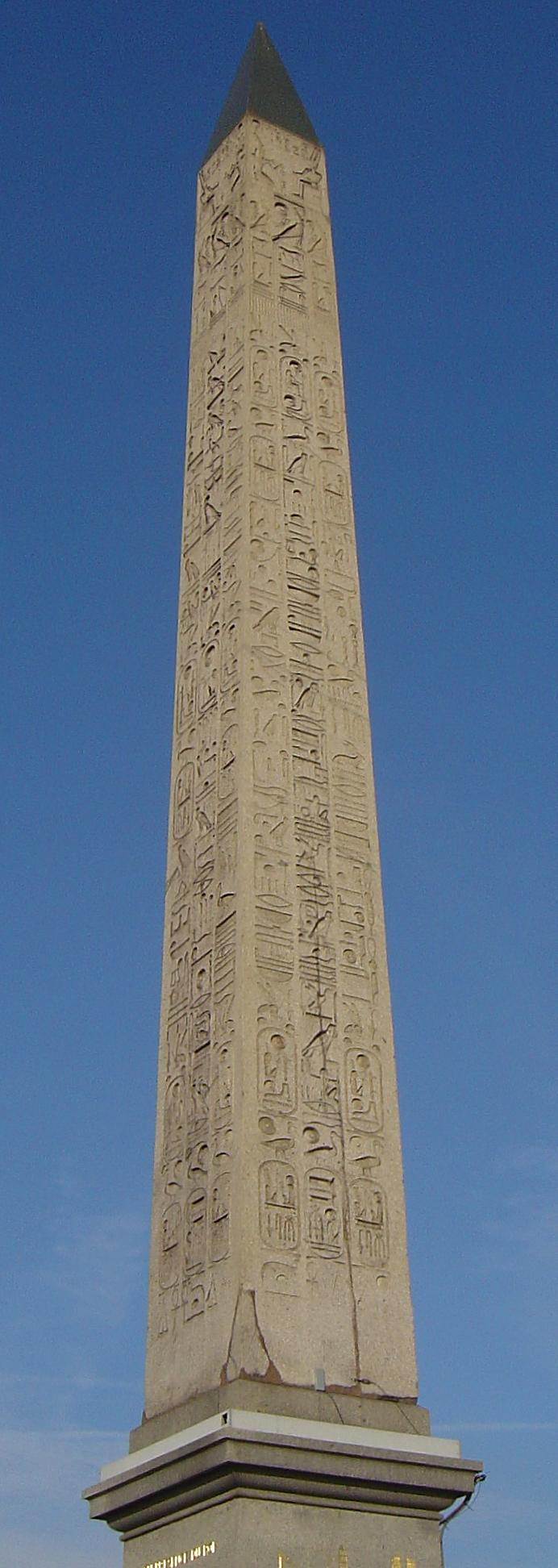
L'obélisque de Louxor, place de la Concorde à Paris.

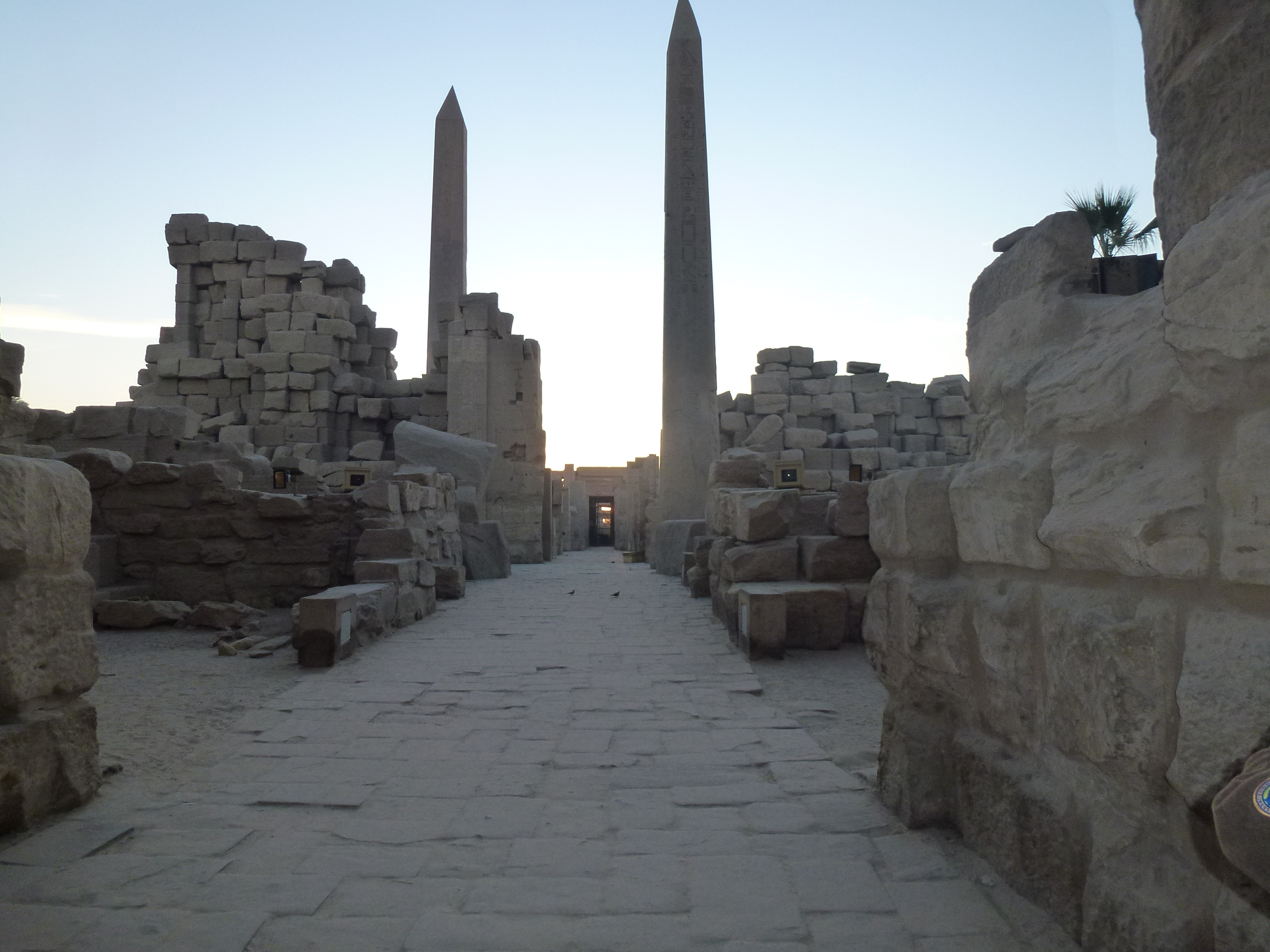
Entrée du temple et ses obélisques.

Un obélisque (nom masculin, du grec ancien ὀϐελίσκος / obelískos, « broche à rôtir ») est un monument en forme de pyramide très élancé, utilisé notamment dans l'architecture sacrée de l'Égypte antique où cette pierre levée est généralement monolithe. Le plus souvent deux obélisques sont positionnés de part et d'autre de l'entrée principale des temples en avant des représentations des pharaons.
Dans le vocabulaire architectural, l'obélisque se distingue de la pyramide par sa hauteur qui est supérieure à trois fois la moitié de la base.
Un obélisque est composé de trois parties :
- un piédestal qui assure l'équilibre de l'ensemble ;
- un fût quadrangulaire s'amincissant vers le sommet ;
- une cassure de la pente au sommet pour obtenir la forme d'une pyramide, c'est le pyramidion.

La forme allongée et la verticalité de l'obélisque représente un rayon de soleil pétrifié. Certains voient dans cette architecture phallique (en) un symbole de fertilité. Sa verticalité représente aussi l'âme qui s'élève vers le ciel après la mort d'où l'utilisation de ce monument dans l'art funéraire.

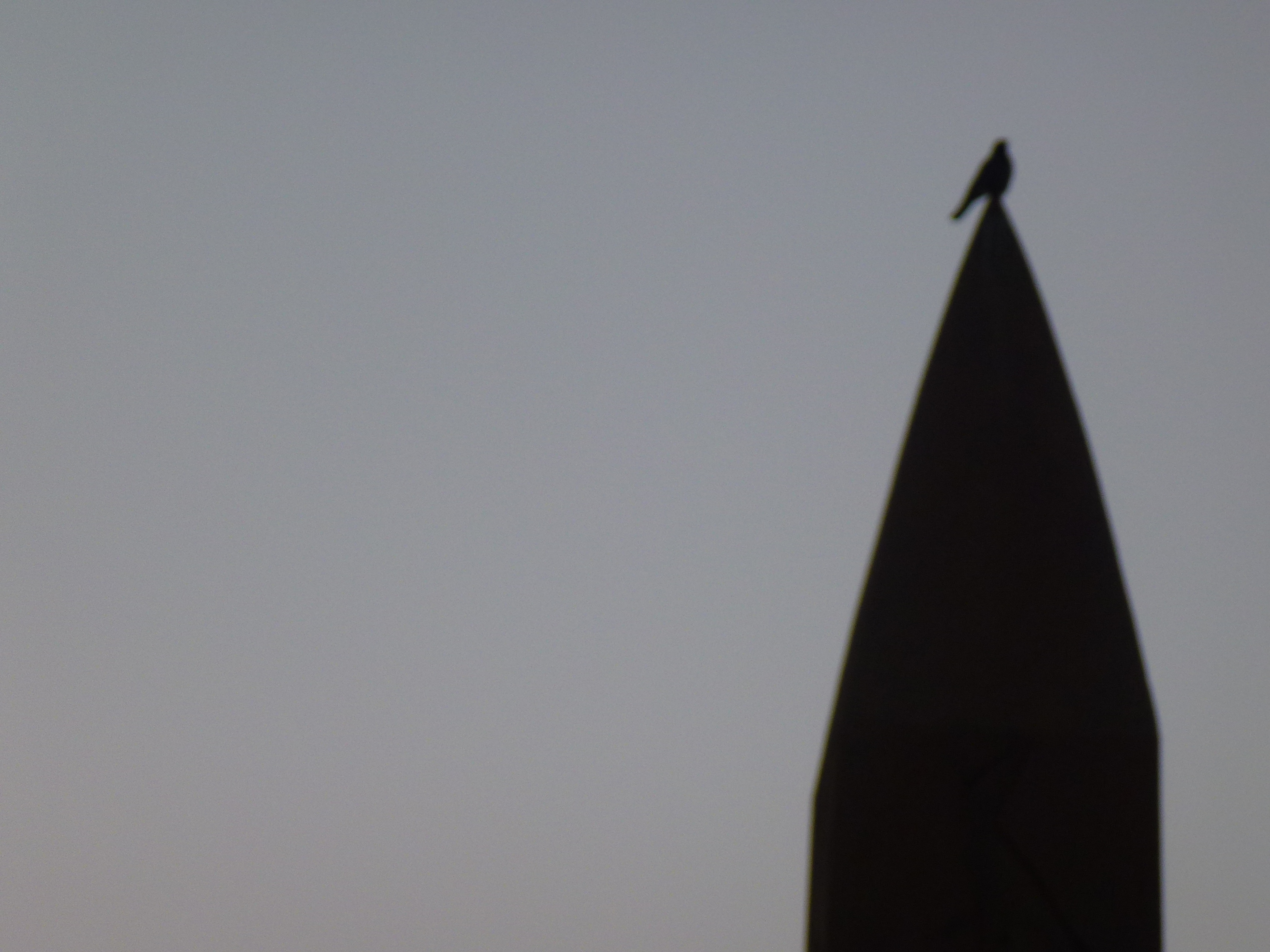
Oiseau sur pyramidion.

## Obélisques antiques

### Égypte
Benben est le nom égyptien désignant l'obélisque. D'après les Héliopolitains, Atoum-Rê se serait manifesté sous cette forme pour la première fois et l'obélisque serait un rayon de soleil figé. C'est certainement selon cette symbolique que le pyramidion était recouvert de feuilles d'or.
On a retrouvé la trace d'une cinquantaine d'obélisques au moins, dont la plupart se sont conservés ou ont été restaurés ; ces monolithes ont souvent été déplacés et ce depuis l'Antiquité, d'abord par les pharaons eux-mêmes (voir l'exemple de Tanis) puis par les souverains lagides pour orner leurs monuments alexandrins et enfin, emportés hors d'Égypte comme trophées par les empereurs romains. Au XIXe siècle le gouvernement égyptien offrit aux grandes capitales du monde certains de ces colosses de pierre qui ornent désormais de célèbres places ou des parcs.
L'obélisque inachevé d'Assouan se trouve encore dans sa carrière, non détaché du sol rocheux.

#### Obélisques égyptiens par ordre chronologique

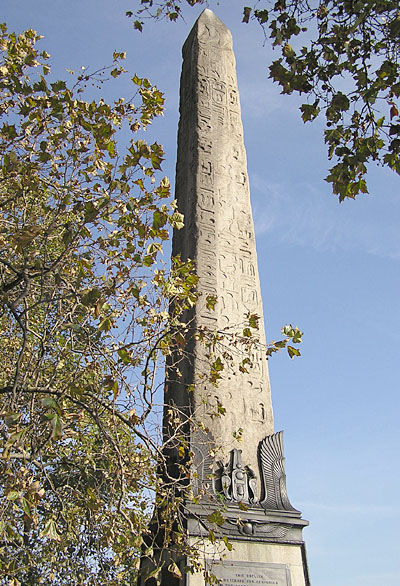
L'aiguille de Cléopâtre (obélisque de Thoutmôsis III), au bord de la Tamise, à Londres.

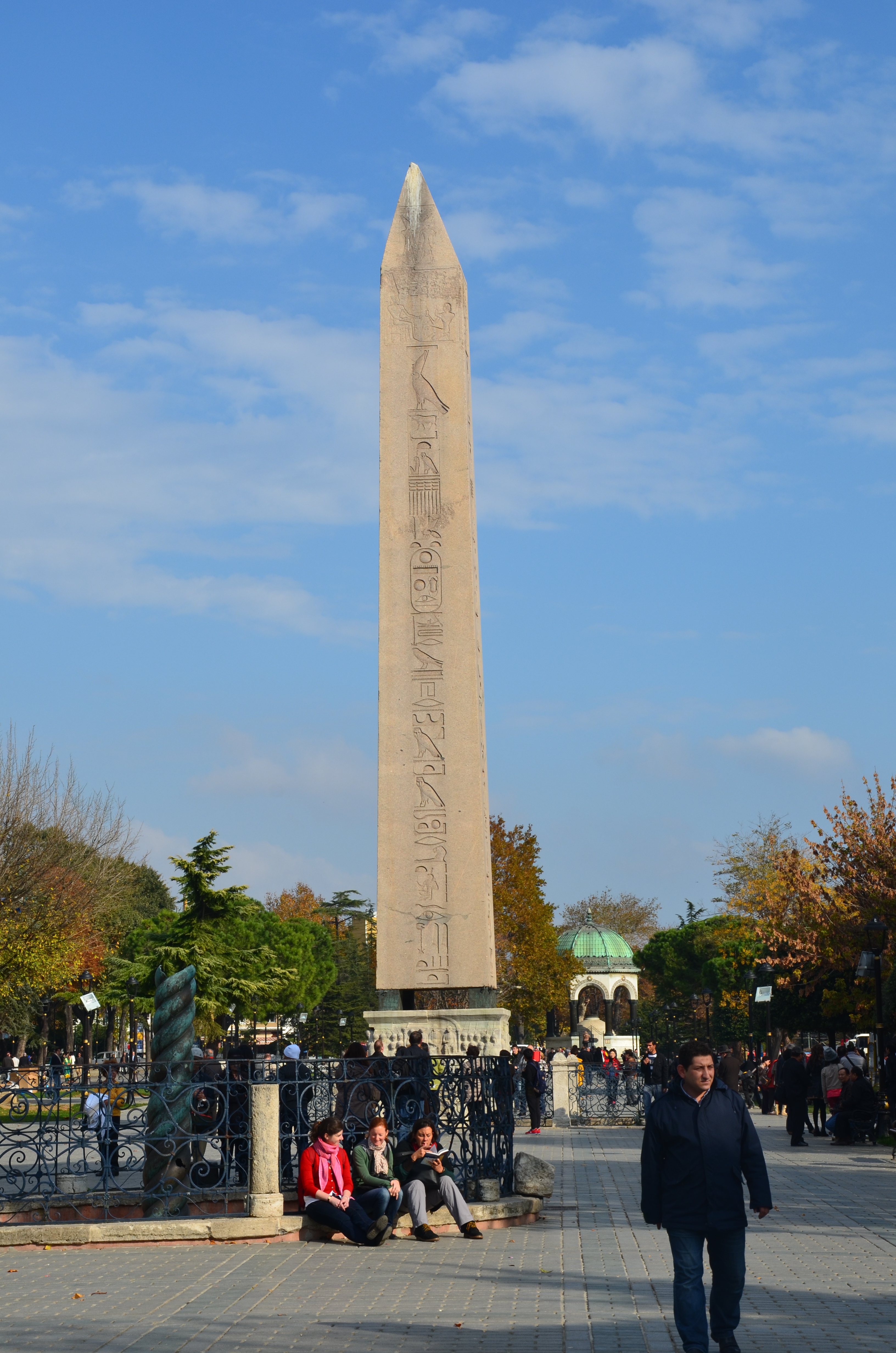
Obélisque de Thoutmôsis III, Istanbul, Turquie.

- obélisque de Pépi Ier à Héliopolis ; premier obélisque monolithe connu, actuellement fragmentaire, ses restes sont visibles sur le site ;
- obélisque de Sésostris Ier à Héliopolis ;
- obélisques de Thoutmôsis Ier à Karnak ;
- obélisques d'Hatchepsout à Karnak ;
- obélisques de Thoutmôsis III à Héliopolis puis à Alexandrie aujourd'hui à Londres et à New York (aiguilles de Cléopâtre) ;
- obélisques de Thoutmôsis III à Karnak, dont un (obélisque de Théodose) est actuellement à Istanbul ;
- obélisque d'Amenhotep II à Éléphantine (Assouan), aujourd'hui à Durham (Angleterre) ;
- obélisque de Thoutmôsis III et Thoutmôsis IV à Karnak, aujourd'hui à Rome (obélisque du Latran) ;
- obélisque de Séthi Ier à Héliopolis, aujourd'hui à Rome, obélisque de la piazza del Popolo ;
- obélisques de Séthi Ier à Héliopolis, aujourd'hui à Alexandrie (fouilles du Phare) ;
- obélisques de Ramsès II à Louxor dont l'un des deux est place de la Concorde à Paris ;
- quatre obélisques de Ramsès II à Héliopolis, aujourd'hui à Rome, un sur la Piazza della Rotonda (obélisque du Panthéon), un près des thermes de Dioclétien (appelé obélisque du monument de Dogali), un à la villa Celimontana, et un à Florence, jardin de Boboli ;
- obélisques de Ramsès II à Pi-Ramsès puis à Tanis ; on en a dénombré pas moins d'une vingtaine encore sur place mais brisés parfois en trois parties... ;
- deux obélisques de Ramsès II au Caire, un dans l’île d’El Jézirah, l’autre près de l’aéroport, autrefois à Tanis ;
- obélisque de Ramsès II, achevé par Mérenptah puis Séthi II dit « obélisque de Berlin », où il était conservé (Berlin, Ägyptisches Museum und Papyrussammlung) ; provenance d'Athribis ; aujourd'hui au musée archéologique de Poznań (pl) en Pologne ;
- obélisque de Ramsès II, achevé par Mérenptah puis Séthi II, pendant de l'« obélisque de Berlin ». Conservé au musée du Caire ; provenance d'Athribis ;
- obélisque de Mérenptah, dit « obélisque de Qaha », du lieu de sa découverte. Jardin du musée du Caire. Provenant sans doute d'Héliopolis ;
- obélisque de Séthi II à Karnak, allée des sphinx du temple d'Amon ;
- obélisque de Psammétique II à Héliopolis aujourd'hui à Rome, piazza di Montecitorio ;
- obélisques d'Apriès à Saïs, aujourd'hui à Rome, piazza della Minerva et à Urbino, piazza del Rinascimento ;
- obélisque de Nectanébo II à Hermopolis, aujourd'hui au British Museum ;
- obélisque de Ptolémée VIII à Philæ, aujourd’hui à Kingston Lacy House (Grande-Bretagne) ;
- d’autres obélisques, probablement tous égyptiens, mais d’époque romaine, se trouvent aujourd’hui sur les sites suivants :
  - obélisque du Vatican, Rome (provient d'Alexandrie, et peut-être d'Héliopolis) ;
  - hippodrome de Césarée (Israël) ;
  - obélisque du Quirinal, Rome ;
  - obélisque de l'Esquilin, Rome ;
  - obélisque de la Trinité-des-Monts (ou « des Jardins de Salluste », ou « de la place d'Espagne »), Rome ;
  - obélisque de la piazza Navona, Rome ;
  - obélisque du Pincio, Rome ;
  - paire d'obélisques du temple d'Isis à Bénévent ;
  - obélisque de la piazza del Duomo, à Catane (Sicile) ;
  - obélisque de Munich.

#### Obélisques égyptiens classés par lieux actuels

##### Égypte
- Karnak
  - obélisques de Thoutmôsis Ier à Karnak ;
  - obélisques d'Hatchepsout à Karnak ;
  - obélisques de Thoutmôsis III à Karnak, dont l'un est l'obélisque de Théodose, sur l'hippodrome de Constantinople à Istanbul ;
  - obélisque de Séthi II à Karnak, allée des sphinx du temple d'Amon.

- Louxor
  - paire d'obélisques de Ramsès II à Louxor dont l'un est l'obélisque de Louxor, sur la place de la Concorde à Paris.

- Héliopolis
  - obélisque (fragmentaire) de Pépi Ier à Héliopolis.
  - obélisque de Sésostris Ier à Héliopolis.

- Alexandrie
  - obélisques de Séthi Ier à Héliopolis, aujourd'hui à Alexandrie (fouilles du Phare).

- Le Caire
  - jardin du musée du Caire ; obélisque de Mérenptah, dit « obélisque de Qaha », du lieu de sa découverte. Provenant sans doute d'Héliopolis ;
  - deux obélisques de Ramsès II au Caire, un dans l’île d’El Jézirah, l’autre près de l’aéroport, autrefois à Tanis ;
  - musée du Caire : obélisque de Ramsès II, achevé par Mérenptah puis Séthi II, pendant de l'« obélisque de Berlin » ; provenance d'Athribis.

- Tanis
  - obélisques de Ramsès II à Pi-Ramsès puis à Tanis ; on en a dénombré pas moins d'une vingtaine encore sur place, mais brisés parfois en trois parties.

##### Italie
C'est en Italie que l'on trouve le plus grand nombre d'obélisques en provenance d'Égypte, avec plus d'une quinzaine importés à Rome, et treize qui sont actuellement dressés au sein de la ville. À la fin du XVIe siècle, le pape Sixte V les fit réériger pour baliser un pèlerinage dans Rome, en les surmontant d'une croix chrétienne et d'autres ornements.
- Rome

Parmi les obélisques de Rome :
- - obélisque du Latran : obélisque de Thoutmôsis III et Thoutmôsis IV à Karnak ;
  - obélisque de la piazza del Popolo : obélisque de Séthi Ier à Héliopolis : c'est l'un des premiers érigés à Rome, sous Auguste ; le pape Sixte V le fit transporter en face de l'église Santa Maria del Popolo ;
  - obélisque du Panthéon : obélisque de Ramsès II à Héliopolis ;
  - obélisque du monument de Dogali ou obélisque des thermes de Dioclétien : obélisque de Ramsès II à Héliopolis ;
  - obélisque de la villa Celimontana : obélisque de Ramsès II à Héliopolis ;
  - obélisque du Montecitorio : obélisque de Psammétique II à Héliopolis ;
  - obélisque de la piazza della Minerva : un des obélisques d'Apriès à Saïs ;
  - obélisque du Vatican, provient d'Alexandrie, et peut-être d'Héliopolis ;
  - obélisque du Quirinal ;
  - obélisque de l'Esquilin ;
  - obélisque de la Trinité-des-Monts (ou « des Jardins de Salluste », ou « de la place d'Espagne ») ;
  - obélisque de la piazza Navona ;
  - obélisque du Pincio ;
  - un 14e obélisque, jamais exhumé, a été repéré de longue date près de l'église Saint-Louis-des-Français.

- Reste de l'Italie

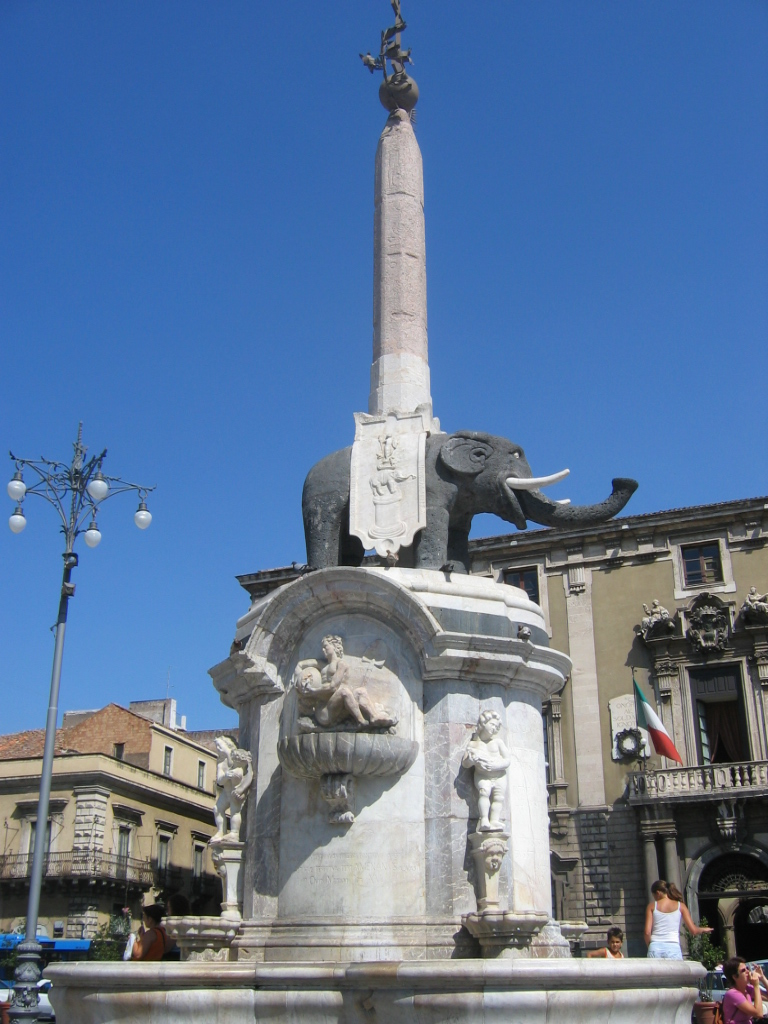
Obélisque de la fontaine de l'Éléphant, piazza del Duomo à Catane.

- - Florence, Jardin de Boboli : Ramsès II à Héliopolis. Transféré en 1790 de la Villa Médicis (Rome), où il se trouve remplacé par une copie (provient du temple d'Isis du Champ de Mars).
  - Urbino, piazza del Rinascimento : un des obélisques d'Apriès à Saïs (provient du temple d'Isis du Champ de Mars) ;
  - obélisque de Bénévent ;
  - obélisque de Catane (Sicile), piazza del Duomo ;
  - Préneste, temple de la Fortune : deux obélisques de l'époque de Claude. L'un est resté sur place, l'autre est au Musée archéologique national de Naples.

##### Autres lieux

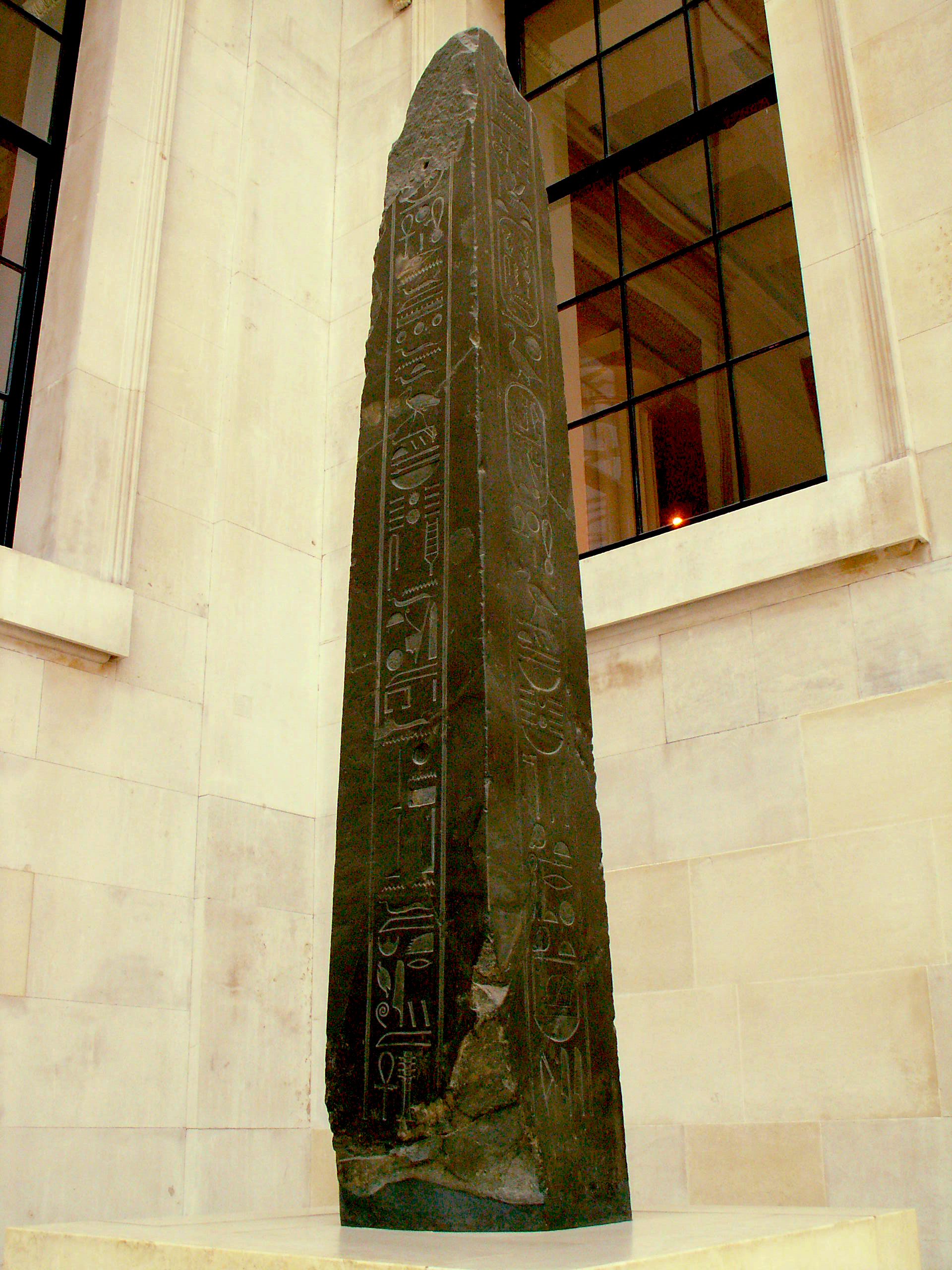
Obélisque de Nectanébo II au British Museum.

- deux obélisques dits « Aiguilles de Cléopâtre » (Cleopatra's Needles) à Londres et à New York (obélisques de Thoutmôsis III à Héliopolis, puis à Alexandrie) ;
- obélisque du British Museum, Londres (Nectanébo II à Hermopolis) ;
- obélisque de Kingston Lacy House[5] (Grande-Bretagne) (Ptolémée VIII à Philæ) ;
- obélisque de Durham, Grande-Bretagne (Amenhotep II à Éléphantine, Assouan) ;
- obélisque de Louxor, place de la Concorde à Paris[6] (paire d'obélisques de Ramsès II dont l'un est resté en place à Louxor) ;
- aiguille d'Arles, place de la République, Arles (obélisque romain d'inspiration égyptienne).
- obélisque de Berlin, jusqu'en 2003 à l'Ägyptisches Museum und Papyrussammlung de Berlin, Allemagne ; aujourd'hui au musée archéologique de Poznań (pl), Pologne (Ramsès II, achevé par Mérenptah, puis Séthi II, provenant d'Athribis) ;
- obélisque de Munich (provient du temple d'Isis du Champ de Mars) ;
- obélisque de Théodose sur l'hippodrome de Constantinople à Istanbul (paire d'obélisques de Thoutmôsis III, dont l'un est resté en place à Karnak) ;
- obélisque de l'hippodrome de Césarée (Israël) ;
- obélisque de Rio de Janeiro (Brésil) ;
- obélisque de Roumiantsev à Saint-Pétersbourg (Russie) ;

### Éthiopie

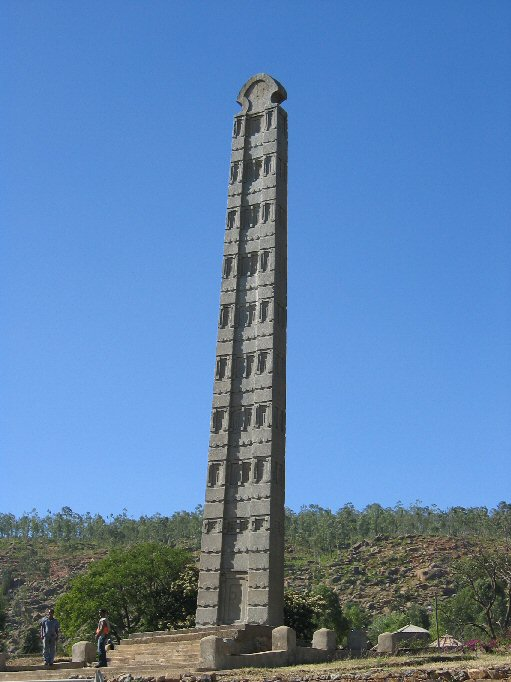
L'obélisque d'Aksoum.

Les stèles axoumites dressées dans la ville d'Aksoum sont parfois mentionnées abusivement sous le vocable d' « obélisques ».

### Irak
En 1846, un petit obélisque noir est découvert en Irak par Austen Henry Layard, sur le site archéologique de Kalhu (Nimroud), ancienne capitale de l'Assyrie. Ce monument, érigé en -825 par Salmanazar III, est actuellement conservé au British Museum, à Londres.

## Obélisques modernes
La plupart des nombreux obélisques modernes sont de maçonnerie ou de béton, donc non monolithiques, et souvent démesurés :

### Amérique
- États-Unis

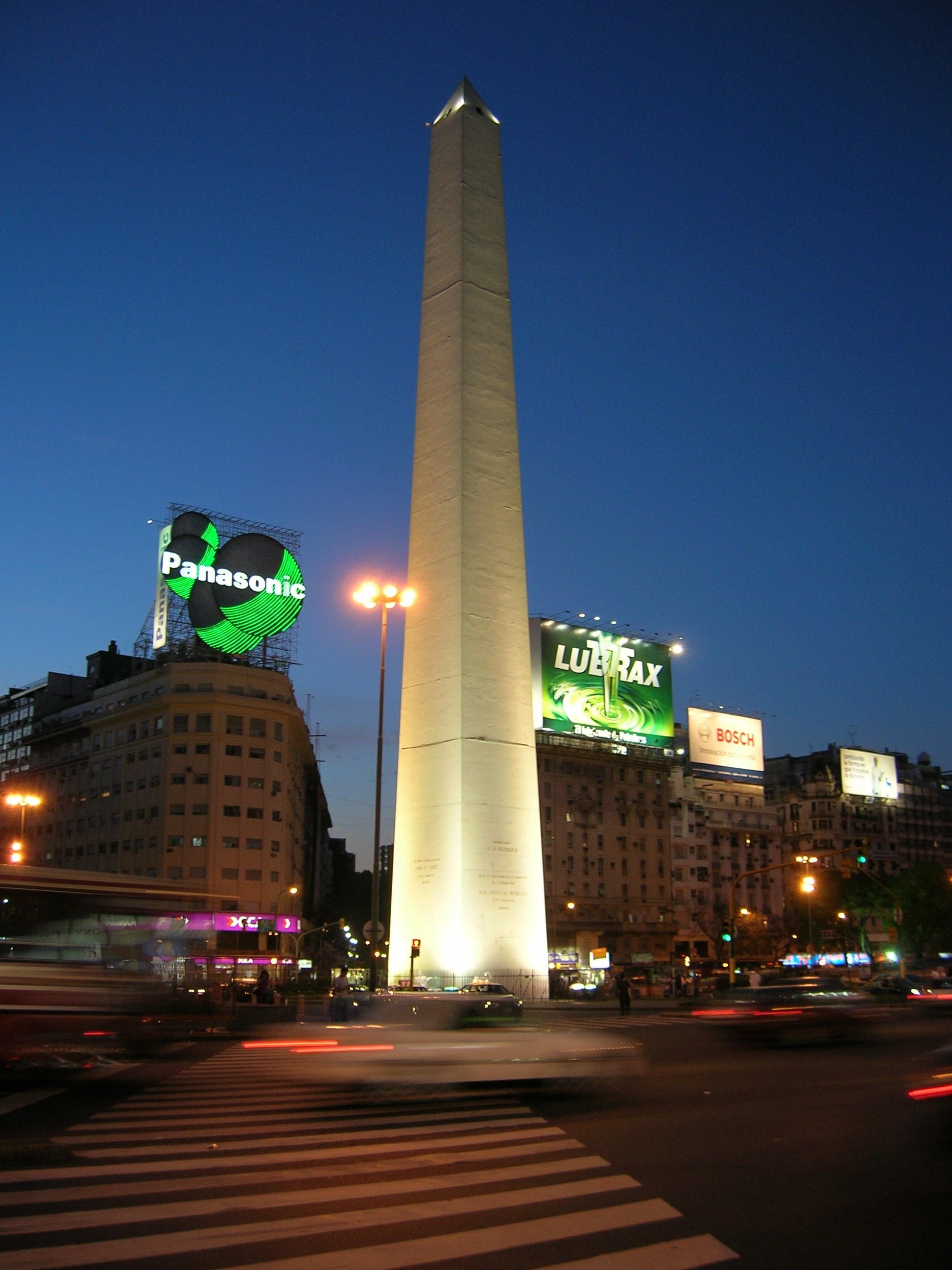
L'obélisque de Buenos Aires.

  - Le Washington Monument (hauteur 169 m), situé à Washington, D.C., sur la côte est,
  - L'obélisque (hauteur 67,3 m) du monument de la bataille de Bunker Hill, à Boston. Du sommet, très beau point de vue sur la ville
  - L'obélisque du Flagler Monument Island (hauteur 34 m), à Miami, érigé en 1920 et dédié à Henry Morrison Flagler,
  - Monument des signataires, à Augusta, en Géorgie (USA), en hommage aux trois signataires de la Déclaration d'indépendance des États-Unis qui représentaient la Géorgie Button Gwinnett, Lyman Hall et George Walton,
- Canada
  - Le Monument aux pionniers de Montréal, érigé en 1893 afin de célébrer le 250e anniversaire de la fondation de la ville,
- Argentine
  - Obélisque de Buenos Aires, 67 m, élevé en 1936 pour le 400e anniversaire de la fondation de la ville
- Brésil
  - Obélisque de São Paulo, dans le parc d'Ibirapuera à São Paulo au Brésil.

### Europe
- France

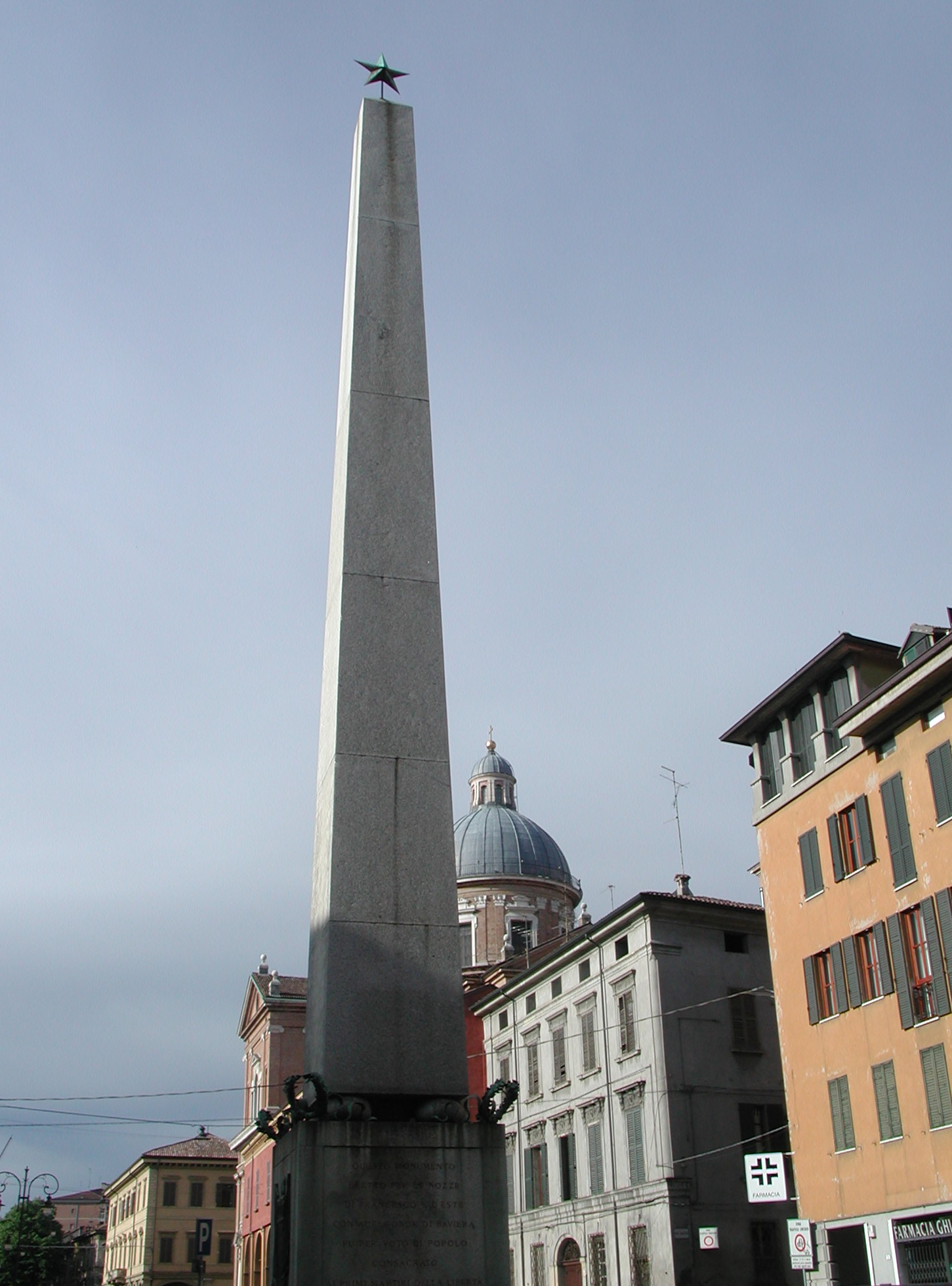
L'obélisque d'Aldégonde, à Reggio d'Émilie.

  - L'obélisque de Clermont-Ferrand sculpté par Joseph Chinard en 1801[7] ;
  - L'obélisque de Nancy en granite, rendant hommage au président assassiné Sadi Carnot;
  - L'obélisque de Marie-Antoinette à Fontainebleau ;
  - L'obélisque de Brunoy (également appelé la « Pyramide » de Brunoy), construit par Soufflot ;
  - L'obélisque de Dijon au port du canal, érigé en 1786, dont la première pierre fut posée par le Prince de Condé ;
  - La colonne des Trente (1819-1822) dans le Morbihan ;
  - Le monument de la bataille de Toulouse du 10 avril 1814, dans le Parc de la Colonne, à Toulouse ;
  - Toujours à Toulouse, les obélisques de l'entrée du Cimetière de Terre-Cabade ;
  - Lors du Festival d'Angoulême 2017, le 25 janvier, un obélisque à la gloire de René Goscinny est inauguré devant la gare de la ville. Des phylactères issus des albums du scénariste sont gravés sur les quatre faces du monument, et une citation sur son socle[8].
- Italie
  - L'obélisque de Reggio d'Émilie (Italie), érigé en 1843 pour les noces de François V d'Este, duc de Modène et de Reggio, avec Aldegonde de Bavière (hauteur : 17,75 m, en six éléments) ;
  - À Rome, la Via della Conciliazione — dégagée en 1936-1950 pour relier la Basilique Saint-Pierre au centre de la capitale — est bordée d'obélisques servant de lampadaires.
- Belgique
  - L'obélisque de Malmedy érigé en 1781 à Malmedy ;
- Portugal
  - L'obélisque de la Praça dos Restauradores à Lisbonne ;
- Royaume-Uni
  - L'obélisque de Trinity House, sur l'île de Portland, en Angleterre ;
- Irlande
  - Le Wellington Monument (ou Wellington Testimonial), dans le Phoenix Park de Dublin, qui honore Arthur Wellesley de Wellington, le 1er duc de Wellington, militaire né dans cette ville ;

- Ukraine 

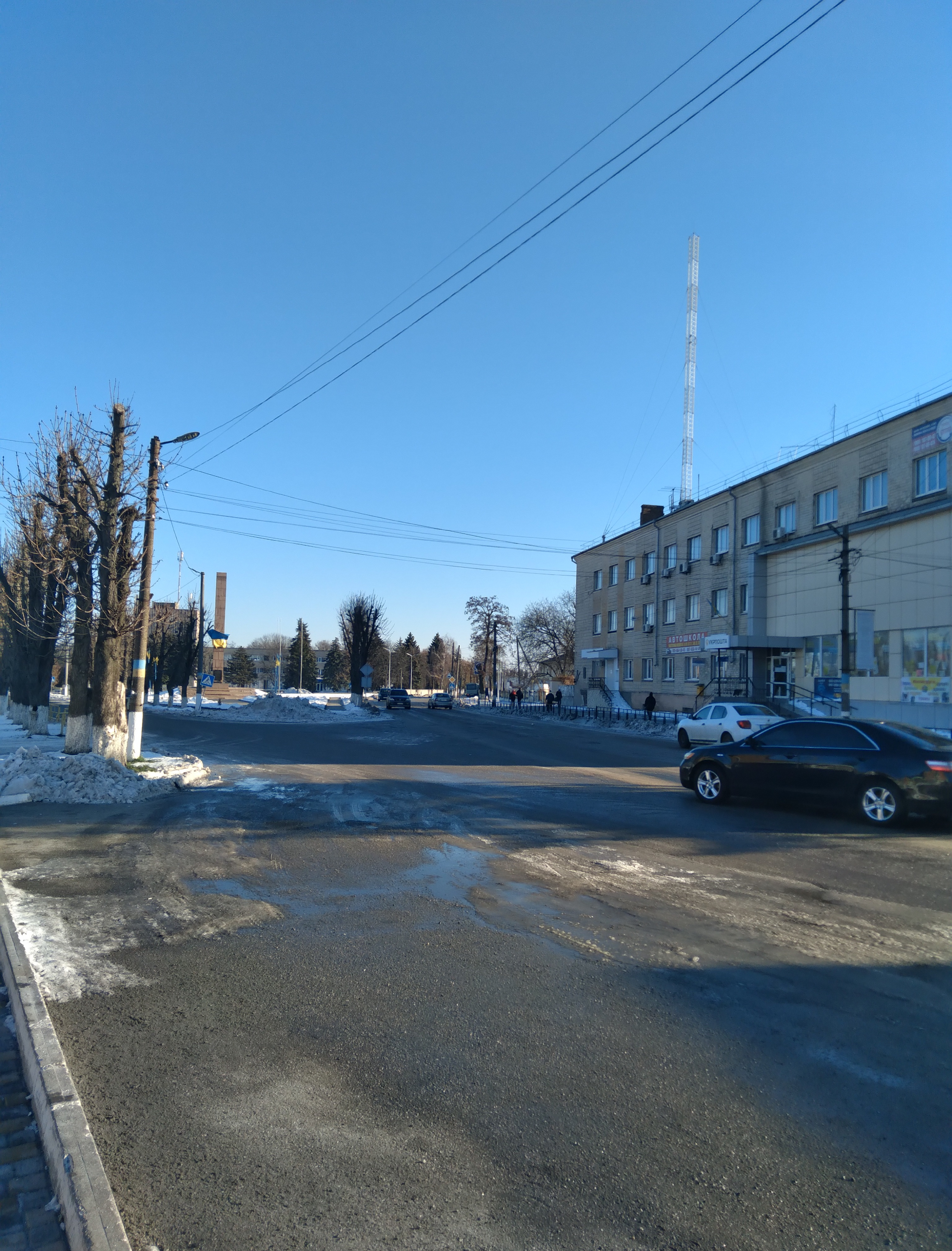
L'obélisque de la gloire dans la ville de Znamianka

  - L'Obélisque en l'honneur de la ville héroïque de Kiev;
  - Monument au marin inconnu, en Odessa;
- Russie
  - L’obélisque des Romanov, dans le jardin Alexandre à Moscou, en hommage à la Maison Romanov ;
- Allemagne
  - Les obélisques de chacun des deux ponts Charles, à Nuremberg, en Allemagne ;
- Autriche
  - L'obélisque lumineux situé à Vienne…

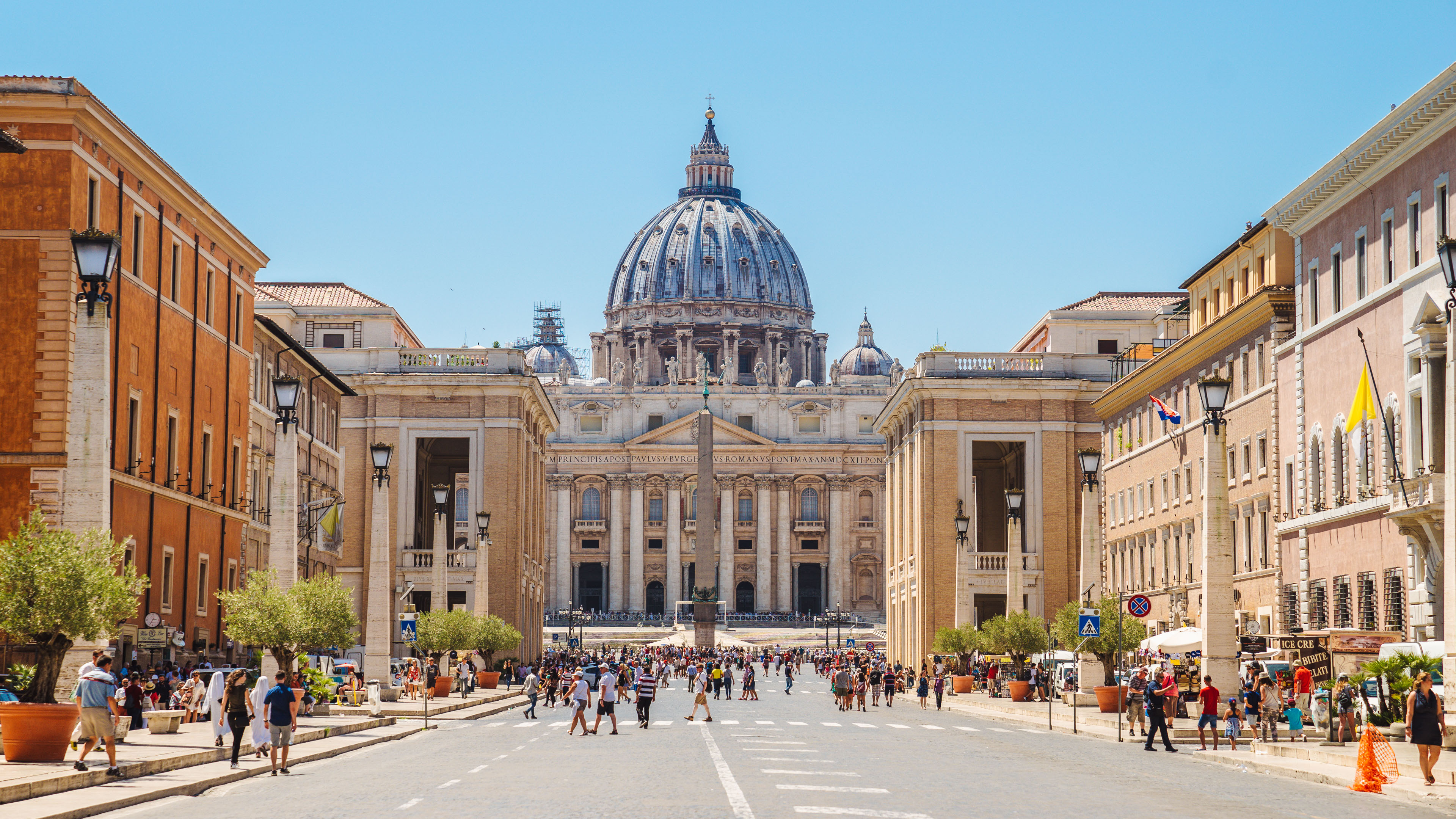
Via della Conciliazione, à Rome.

Quelques-uns, cependant, continuent la tradition antique de l'obélisque monolithe :
- France
  - L'obélisque de Fontenoy, monument élevé en 1860 pour commémorer la bataille de Fontenoy-en-Puisaye, opposant les fils de Louis le Débonnaire en 841 ;
- Italie
  - Le monolithe en marbre de Carrare, érigé par Benito Mussolini sur le Foro Italico, à Rome, dans l'idée de restaurer la grandeur de l'ancien Empire romain ;
- Canada
  - L'obélisque du Musée des cultures fondatrices de Grande-Anse (Nouveau-Brunswick)...

L'obélisque est en France une forme très souvent donnée aux monuments aux morts, qui sont principalement érigés par les communes, cependant ils sont de taille plus modeste que la plupart des réalisations déjà mentionnées ci-dessus.

### Asie
- Corée du Nord
  - Le monument aux idées du Juche (Tour du Juche), à Pyongyang ;
- Indonésie
  - Tugu Muda (en) (Monument à la Jeunesse), à Semarang (île de Java) ;
  - Tugu Pahlawan (en) (Monument aux Héros), à Surabaya (Java) ;
  - Le Monumen Nasional ou Monas de Jakarta.

### Cimetières
Des obélisques de peu de hauteur sont aussi parfois érigés dans des cimetières, monuments funéraires ornant des caveaux individuels ou familiaux.

Exemples d'obélisques ornant des sépultures dans des cimetières.
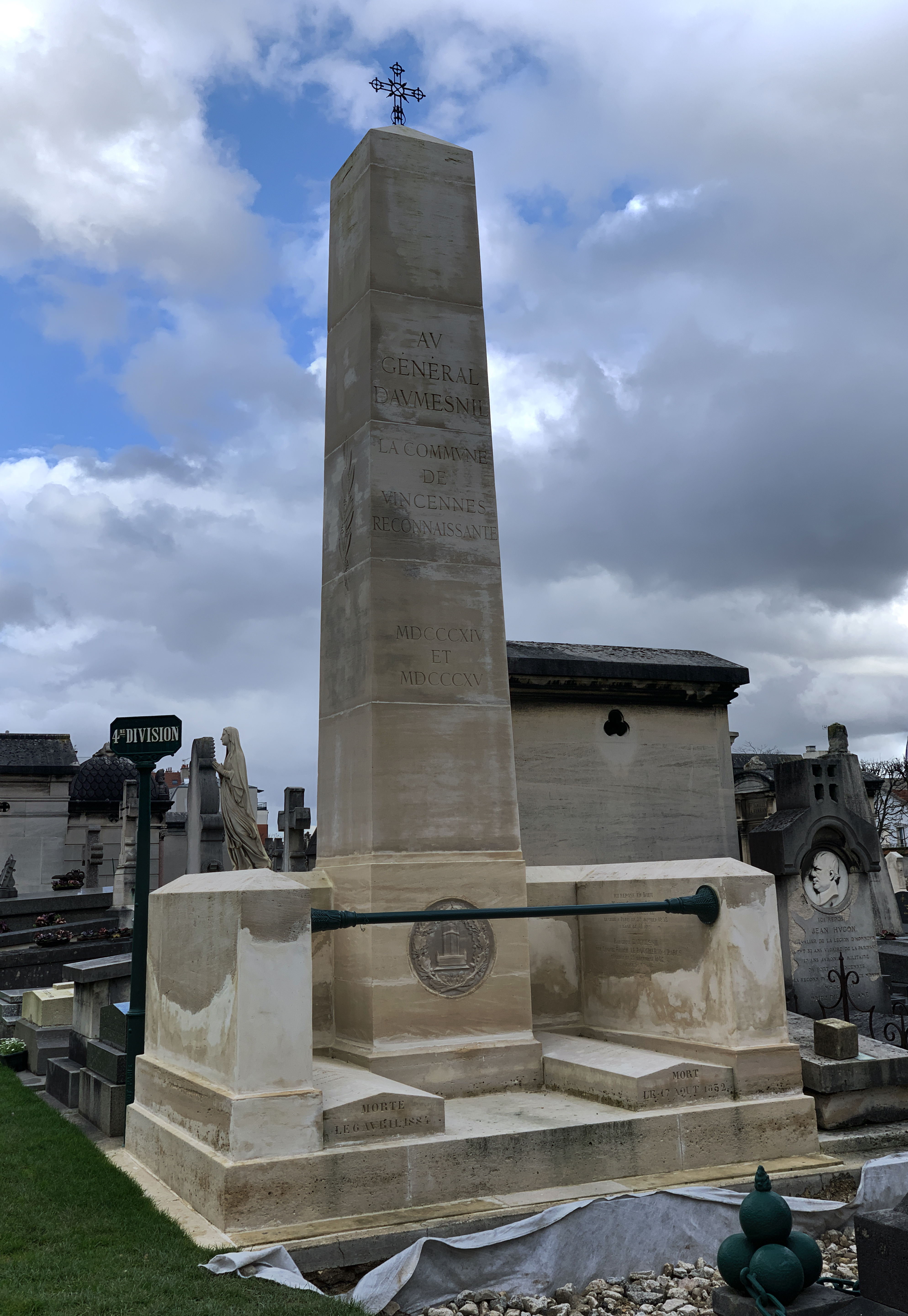
Tombe de Pierre Daumesnil (1776-1832) au cimetière ancien de Vincennes.
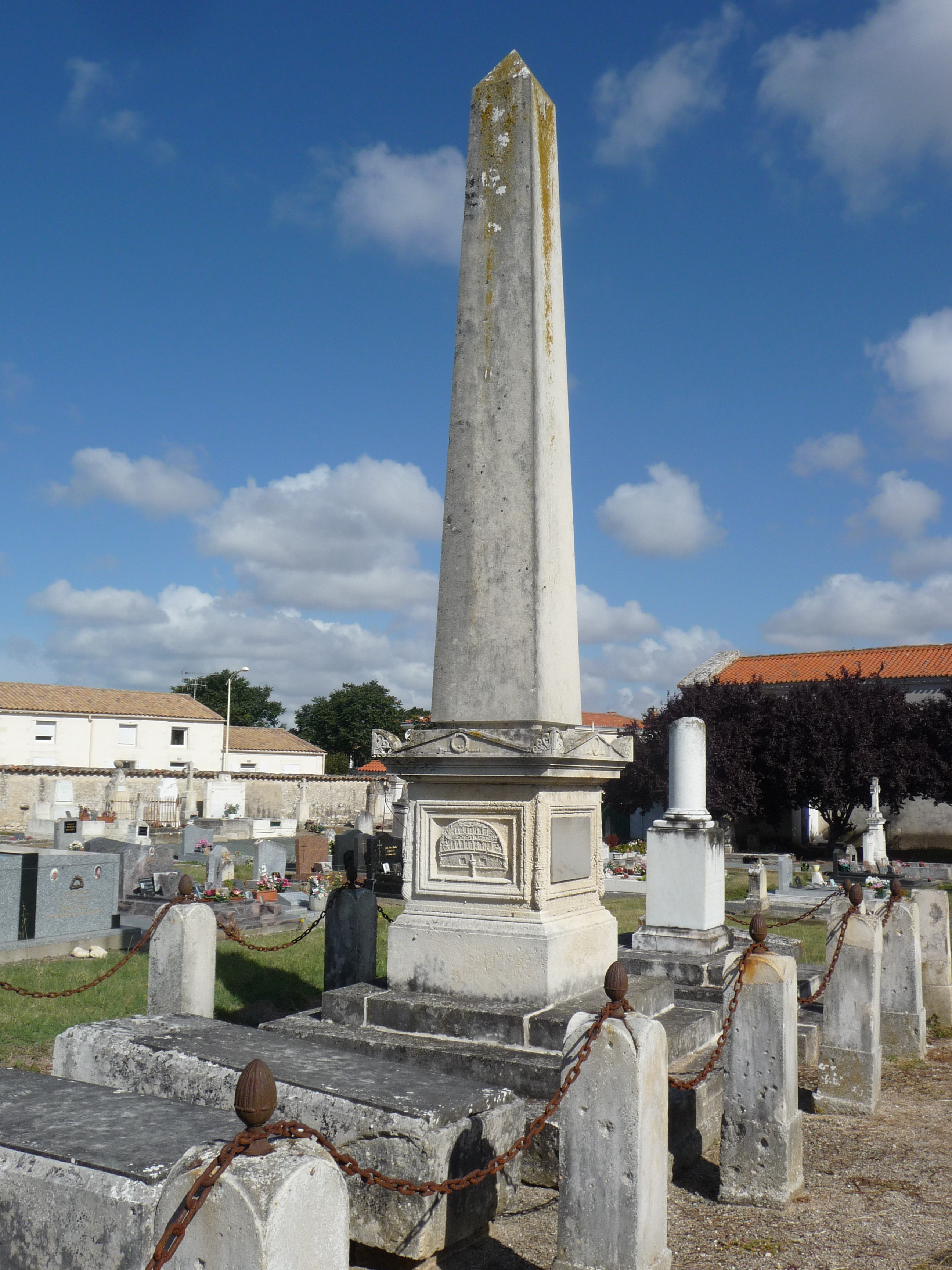
Tombe de Jean-Baptiste Hubert (1781-1845) au cimetière d'Yves en Charente-Maritime.
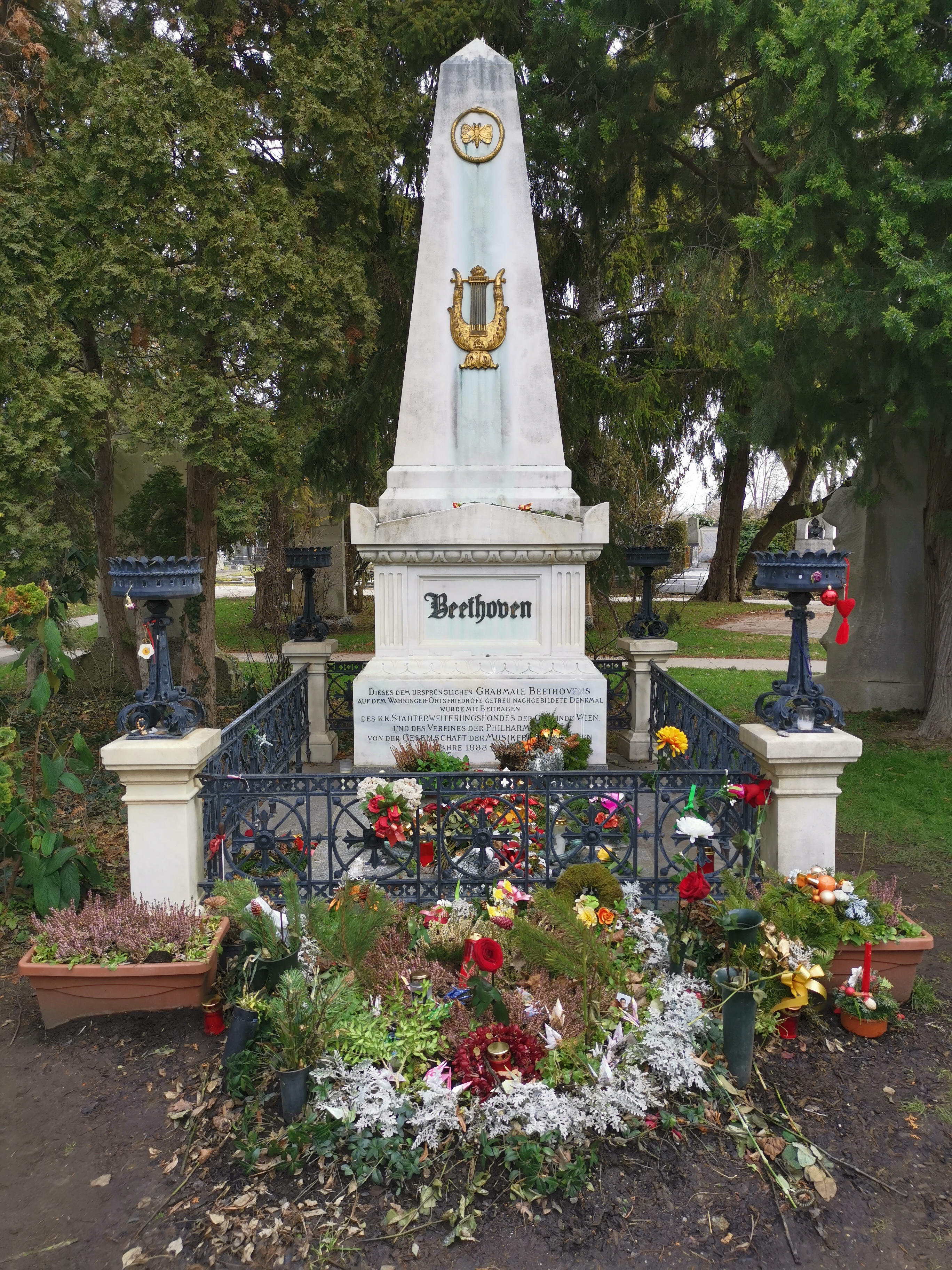
Tombe de Ludwig van Beethoven (1770-1827) au cimetière central de Vienne.

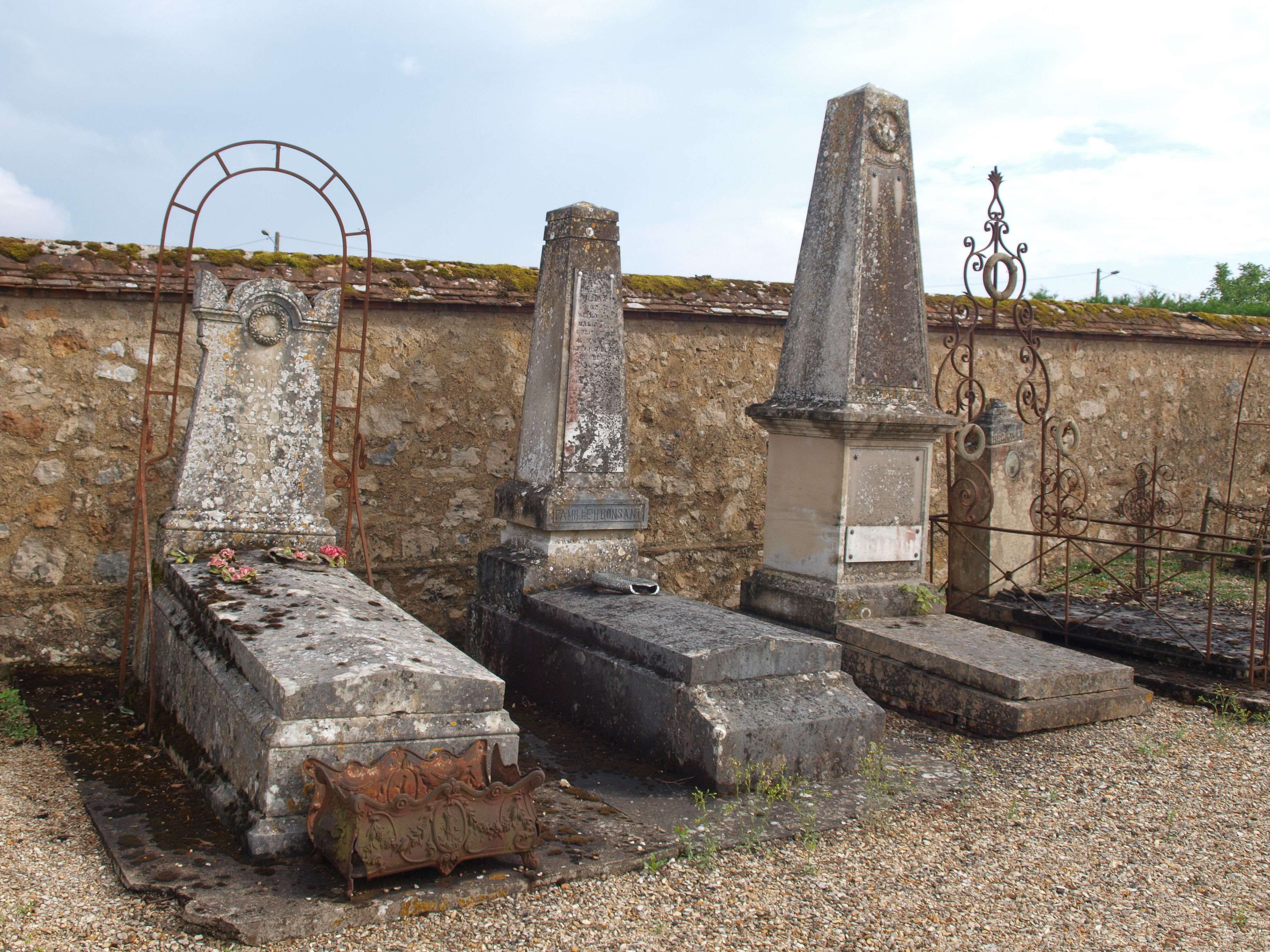
Tombes au cimetière de Chéroy dans l'Yonne, dont certaines sont surmontées d'obélisques.
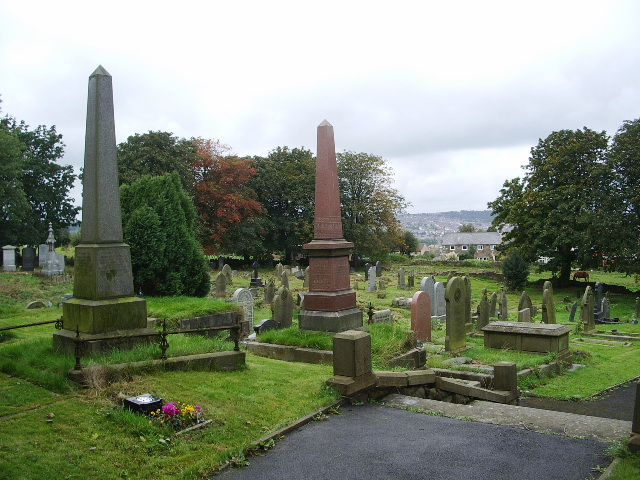
Cimetière méthodiste de New Row, Heys Lane à Blackburn en Angleterre, où sont plusieurs obélisques.
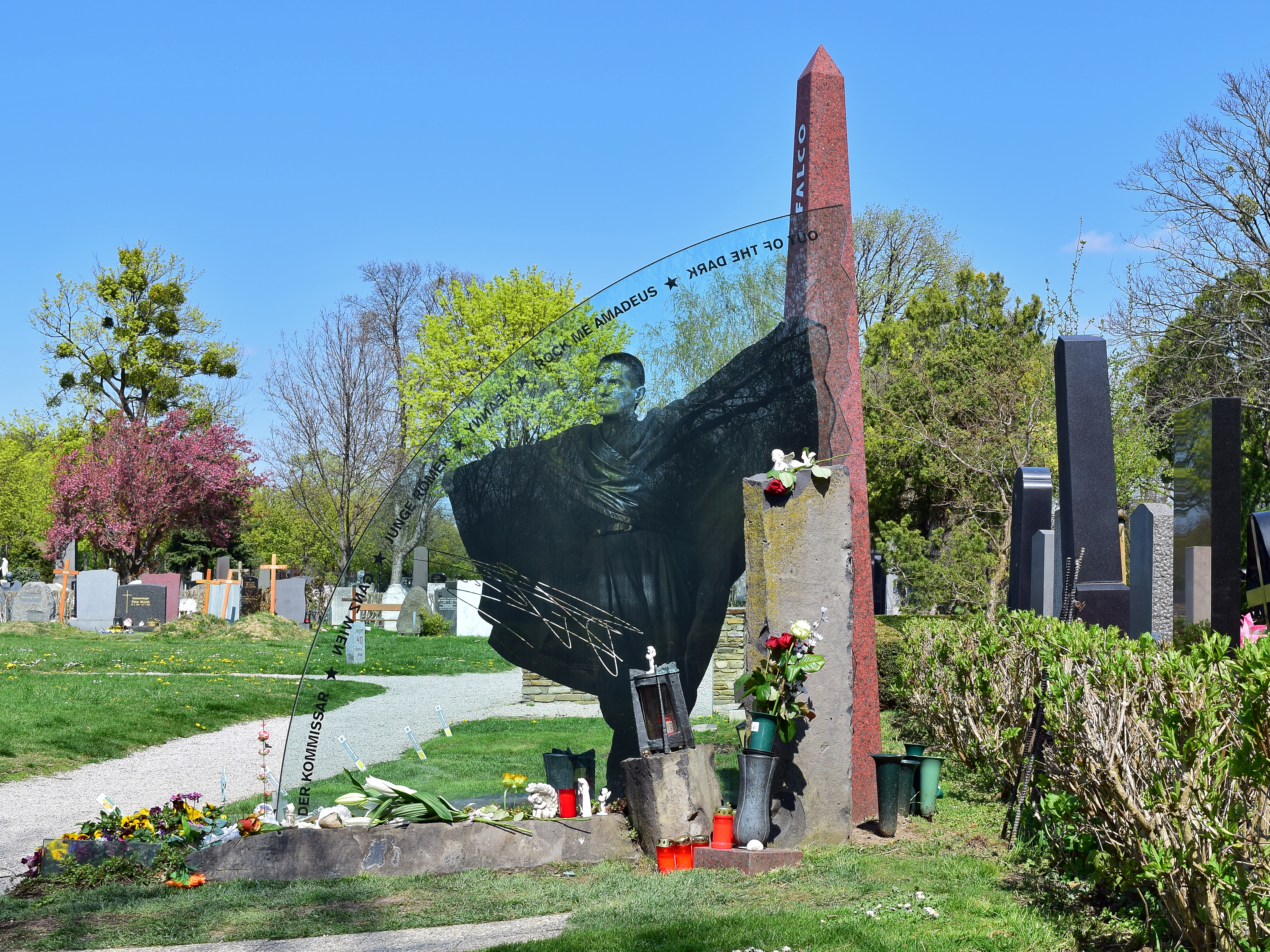
La tombe, extravagante, de l'artiste musical Falco (1957-1998) est ornée d'un obélisque avec l'inscription de son nom, très visible de loin ; ses admirateurs la trouvent facilement au sein du cimetière central de Vienne.

## Obélisque ou pyramide?
Certains monuments appelés « pyramides » sont en fait des obélisques. C'est le cas par exemple de la pyramide du bois de Vincennes à Paris et de la pyramide sur le pont de Saint-Sulpice (Saint-Sulpice-de-Cognac, Charente).
Pour voir d'autres exemples :
- Liste des pyramides en France

## Représentations artistiques

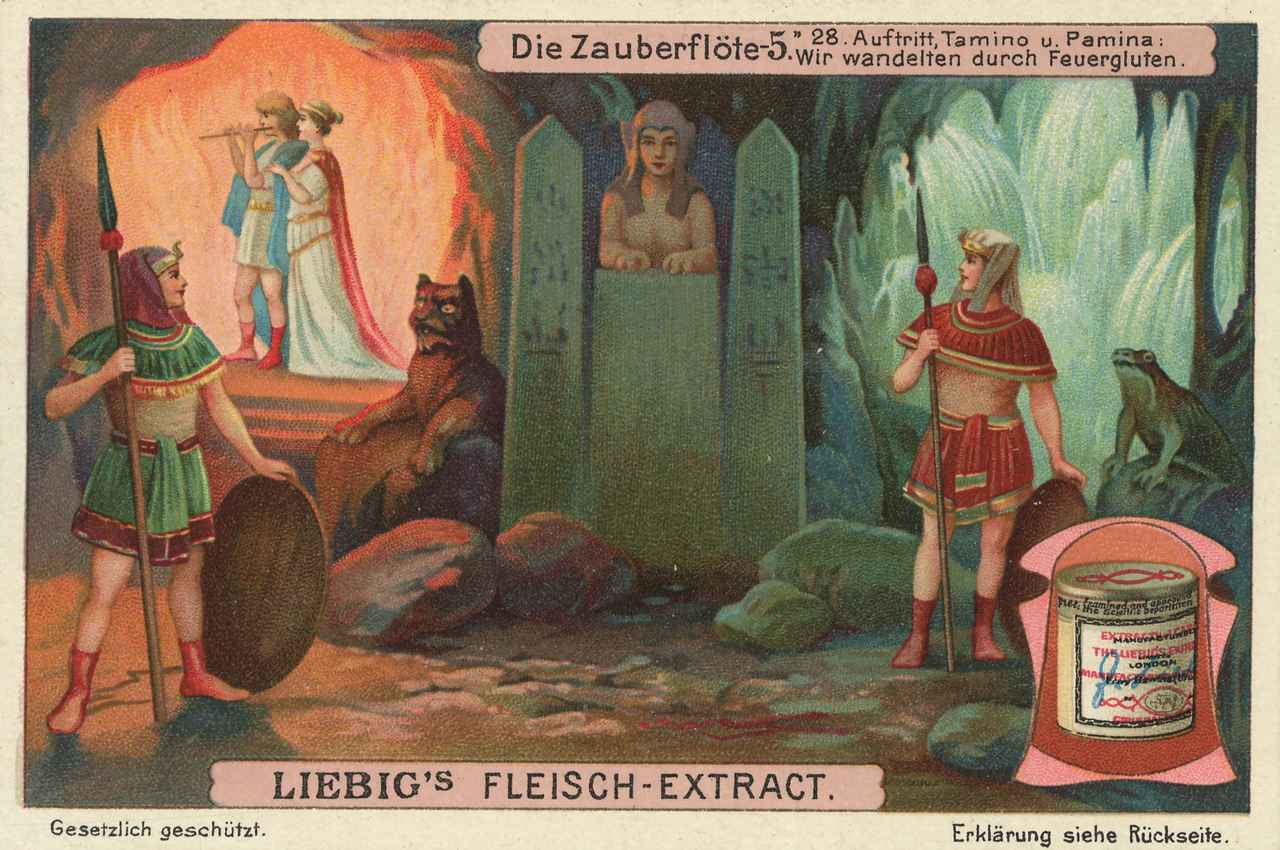
Entrent Tamino et Pamina : nous avons marché à travers des braises de feu (illustration de La Flûte enchantée), The Yorck Project: Image de collection Liebig, 1909.
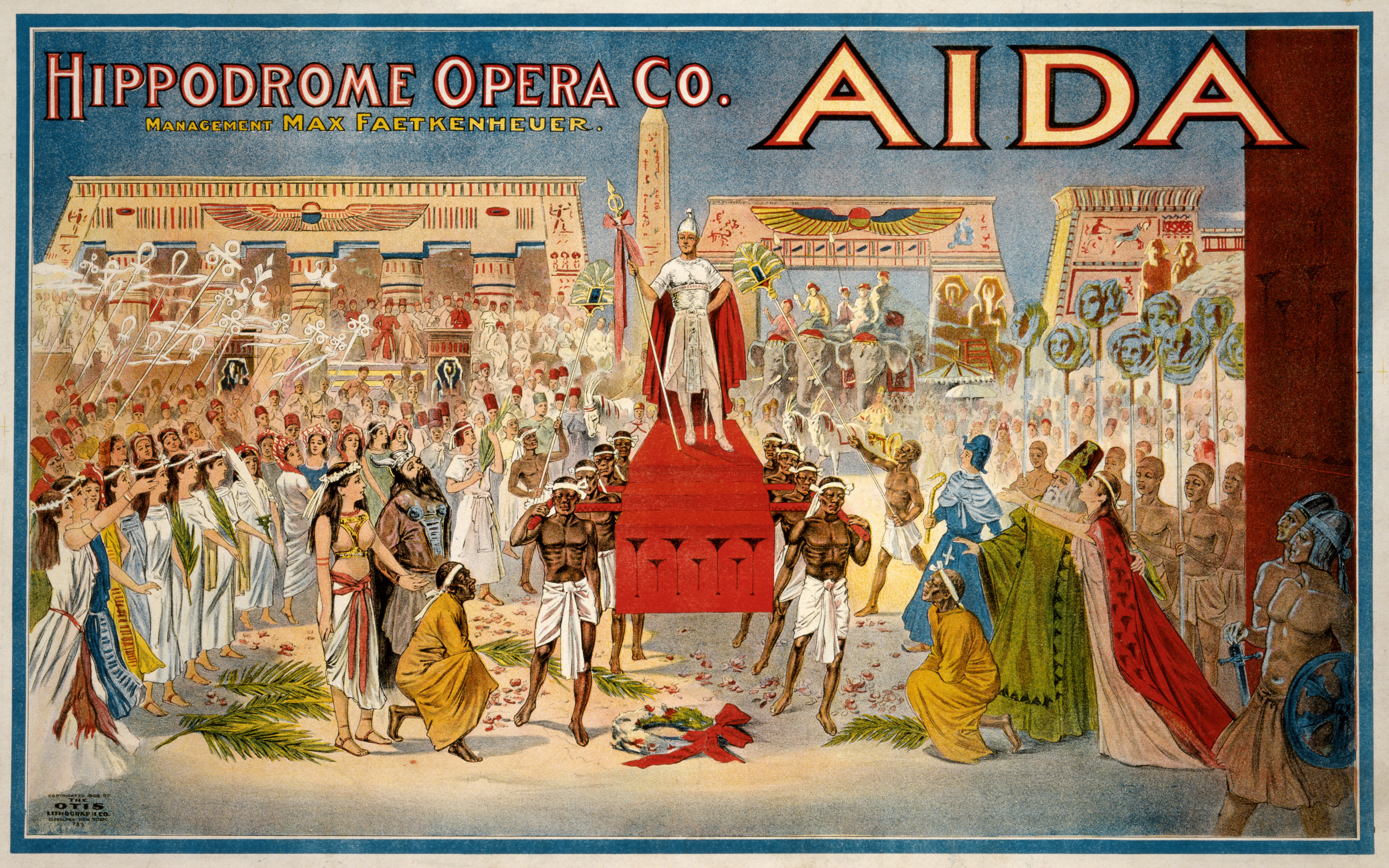
Affiche de 1908 pour Aida de Verdi, interprétée par la Hippodrome Opera Company (troupe d'opéra de l'hippodrome) de Cleveland, dans l'Ohio (États Unis).
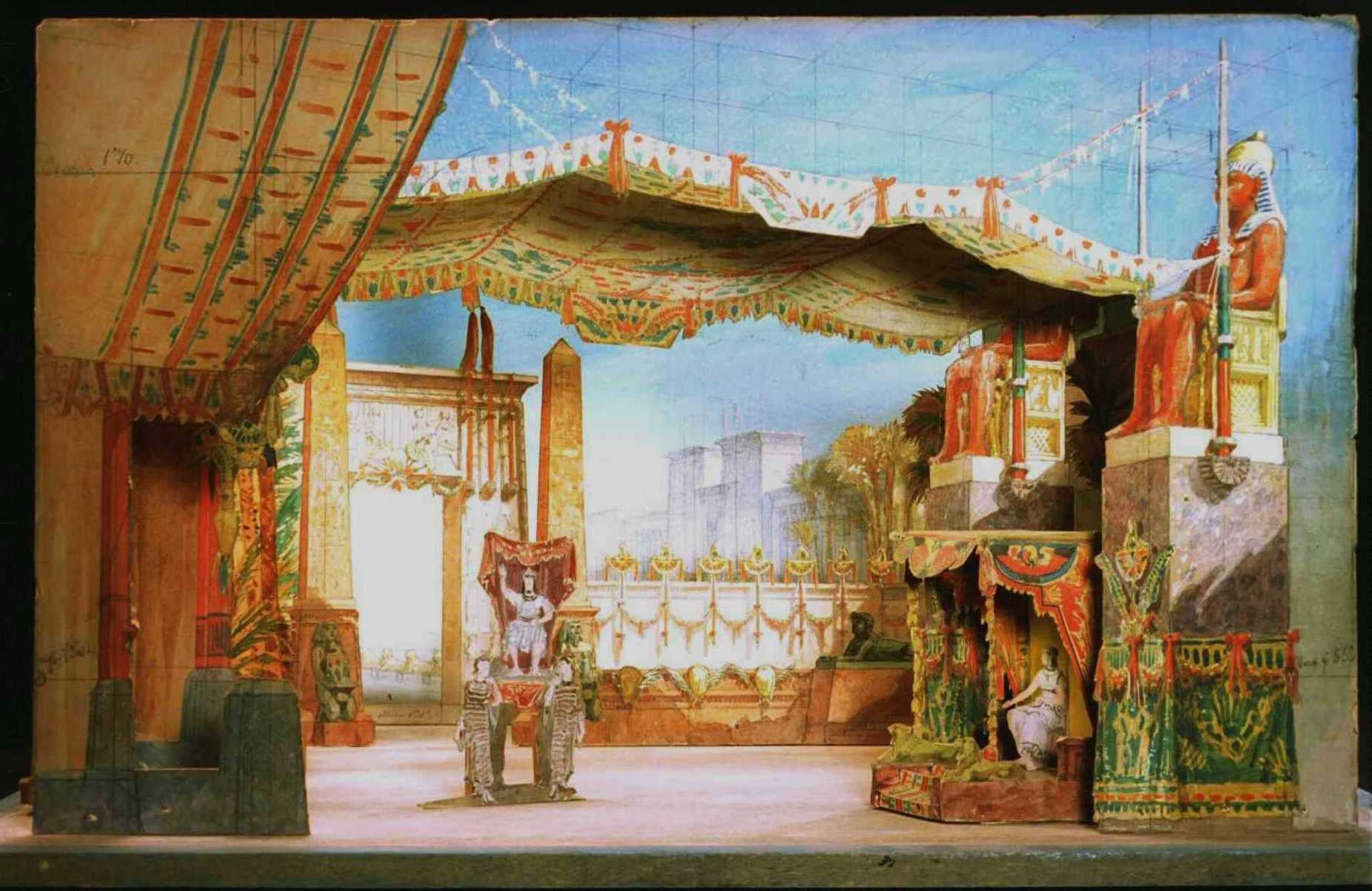
Aida de Verdi joué au Grand théâtre du Liceu de Barcelone le 16 avril 1876, Francesc Soler i Rovirosa (ca).
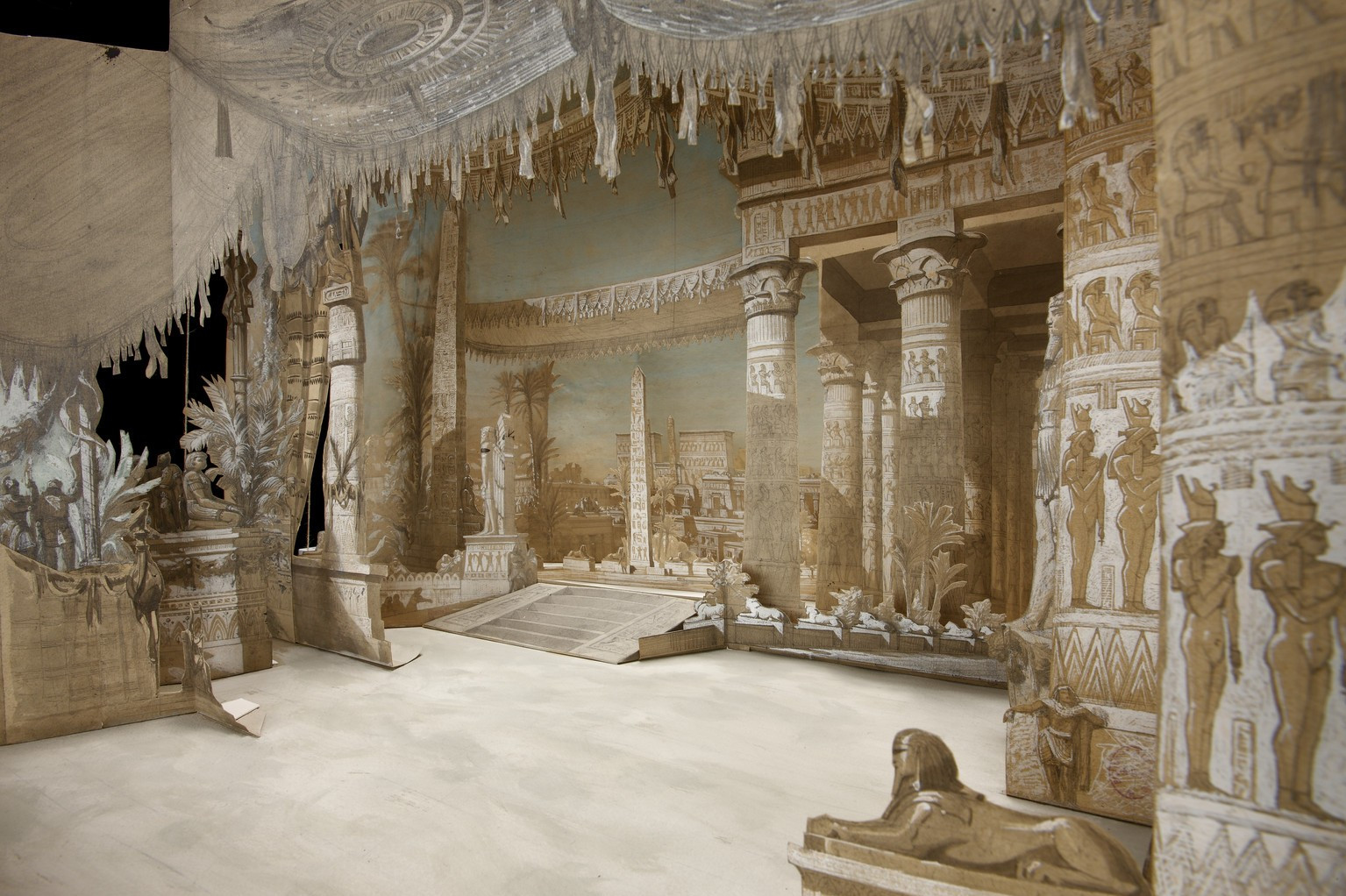
« Le temple d'Isis », maquette de décor en volume pour l'acte III de Moïse en Égypte (Rossini), Édouard Desplechin (1863).
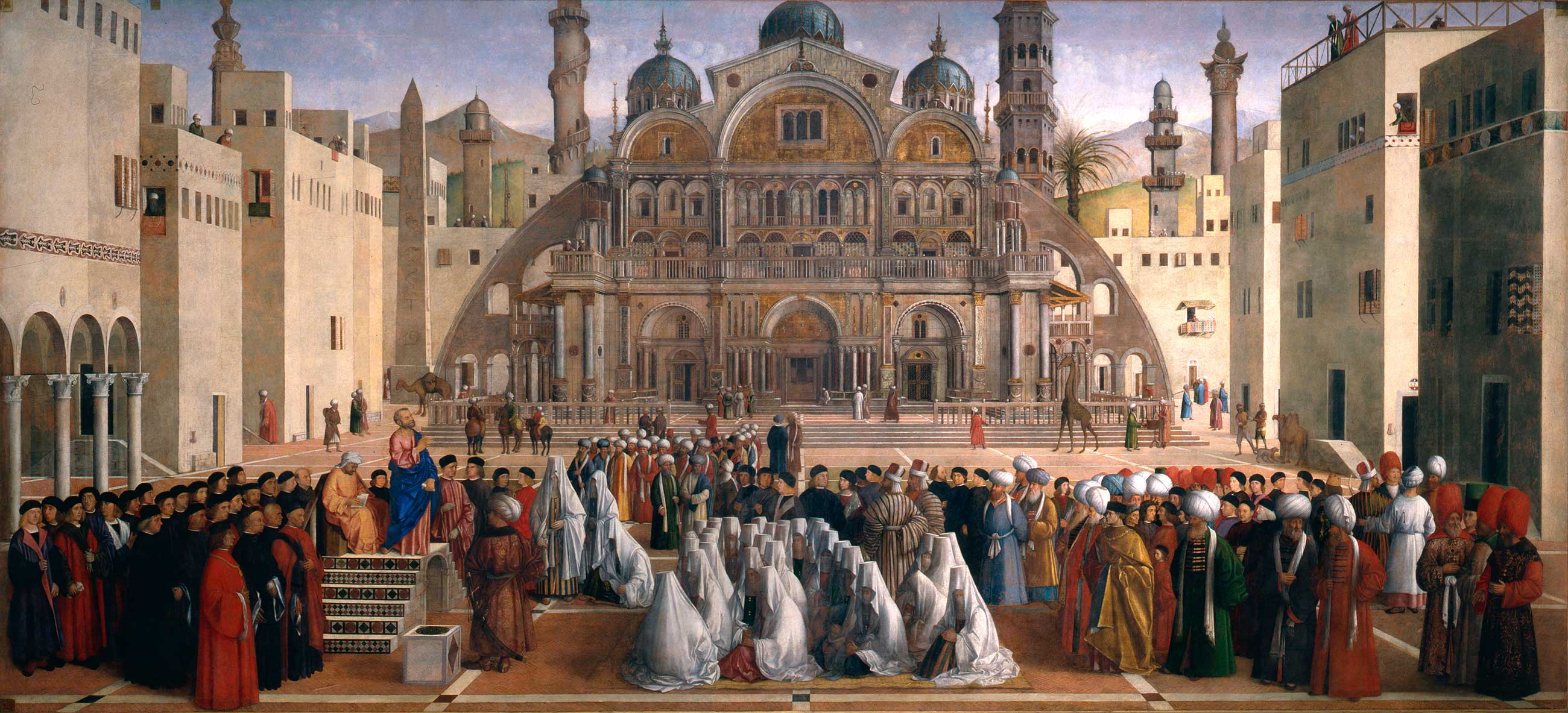
Saint Marc prêchant à Alexandrie, Gentile et Giovanni Bellini (1504), Accademia, Venise.
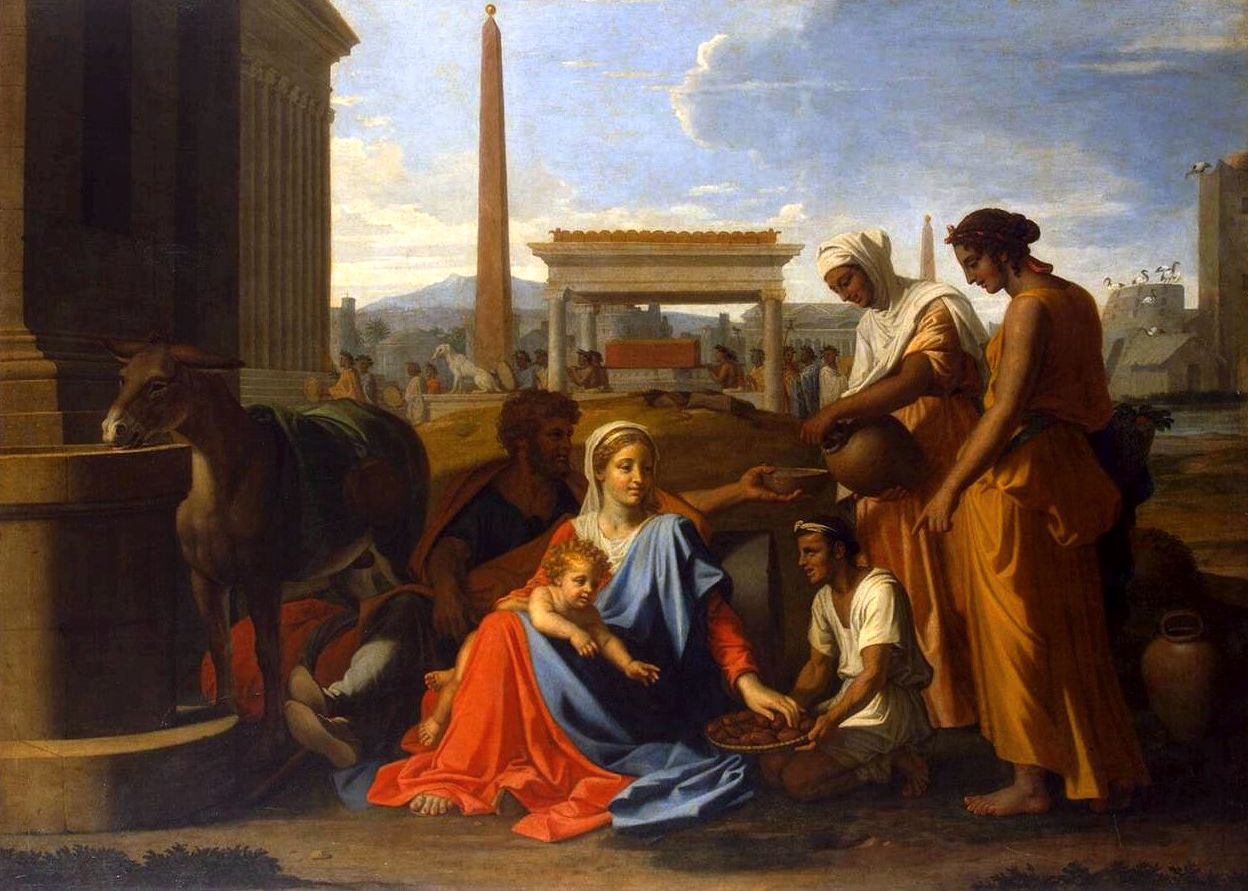
La Sainte Famille en Égypte, Nicolas Poussin (entre 1655 et 1657)
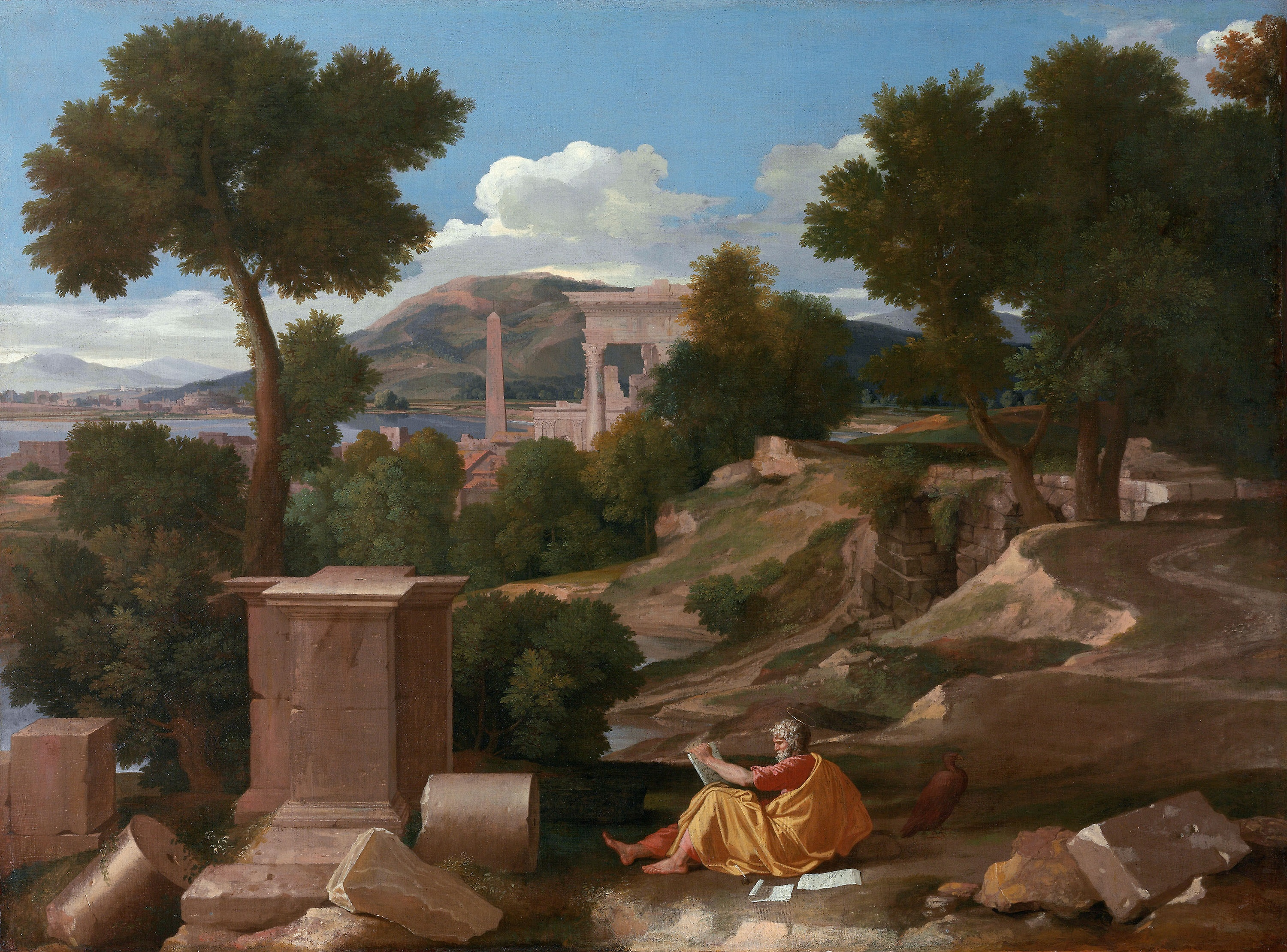
Paysage avec saint Jean à Patmos, Nicolas Poussin (1640), Art Institute of Chicago
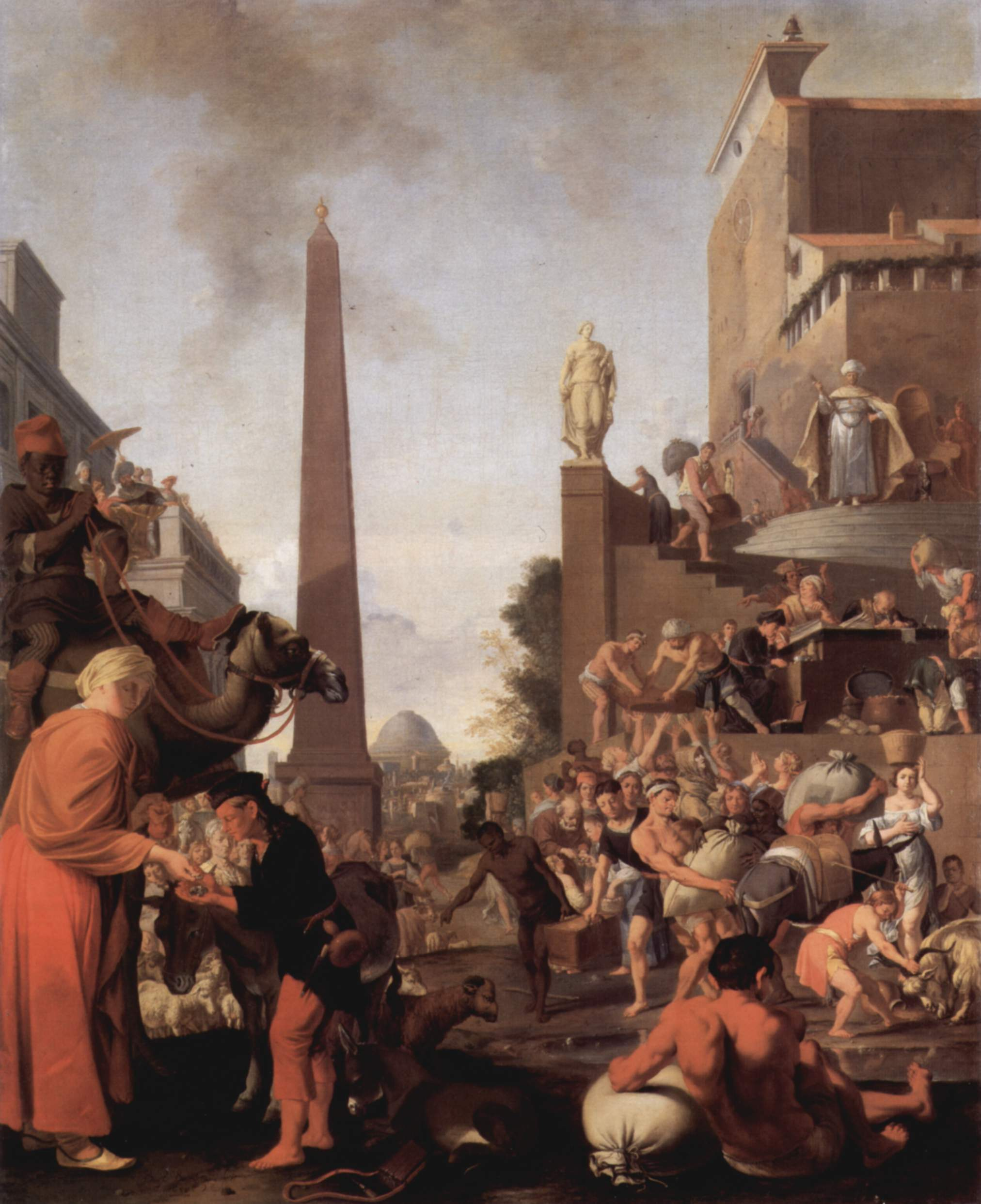
Joseph vendant du grain, Bartholomeus Breenbergh (1655), Barber Institute of Fine Arts, Birmingham, Royaume-Uni.
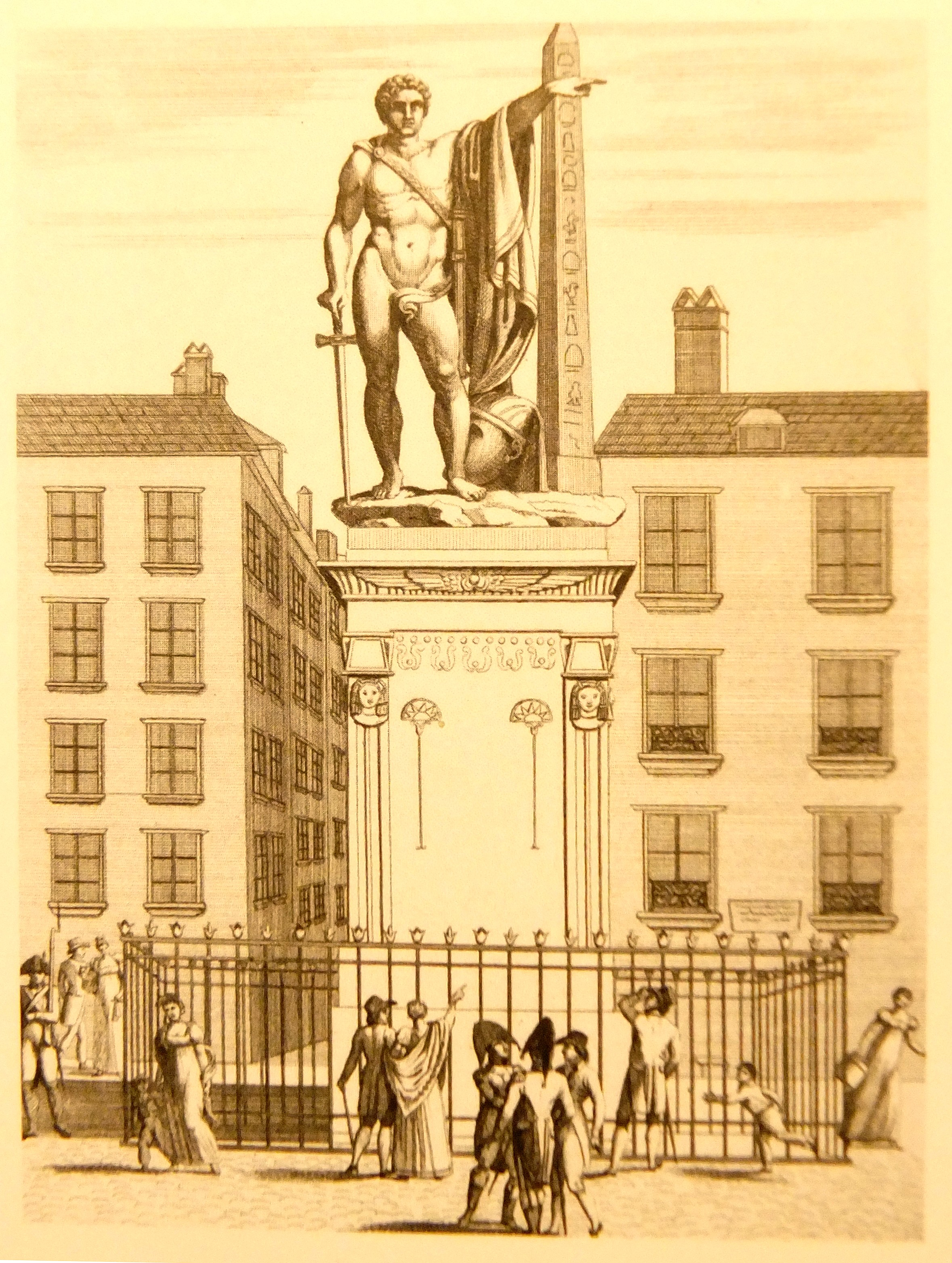
Statue du général Desaix de Claude Dejoux, érigée sur la place des Victoires à Paris en 1810 (1810), musée Carnavalet, Paris.
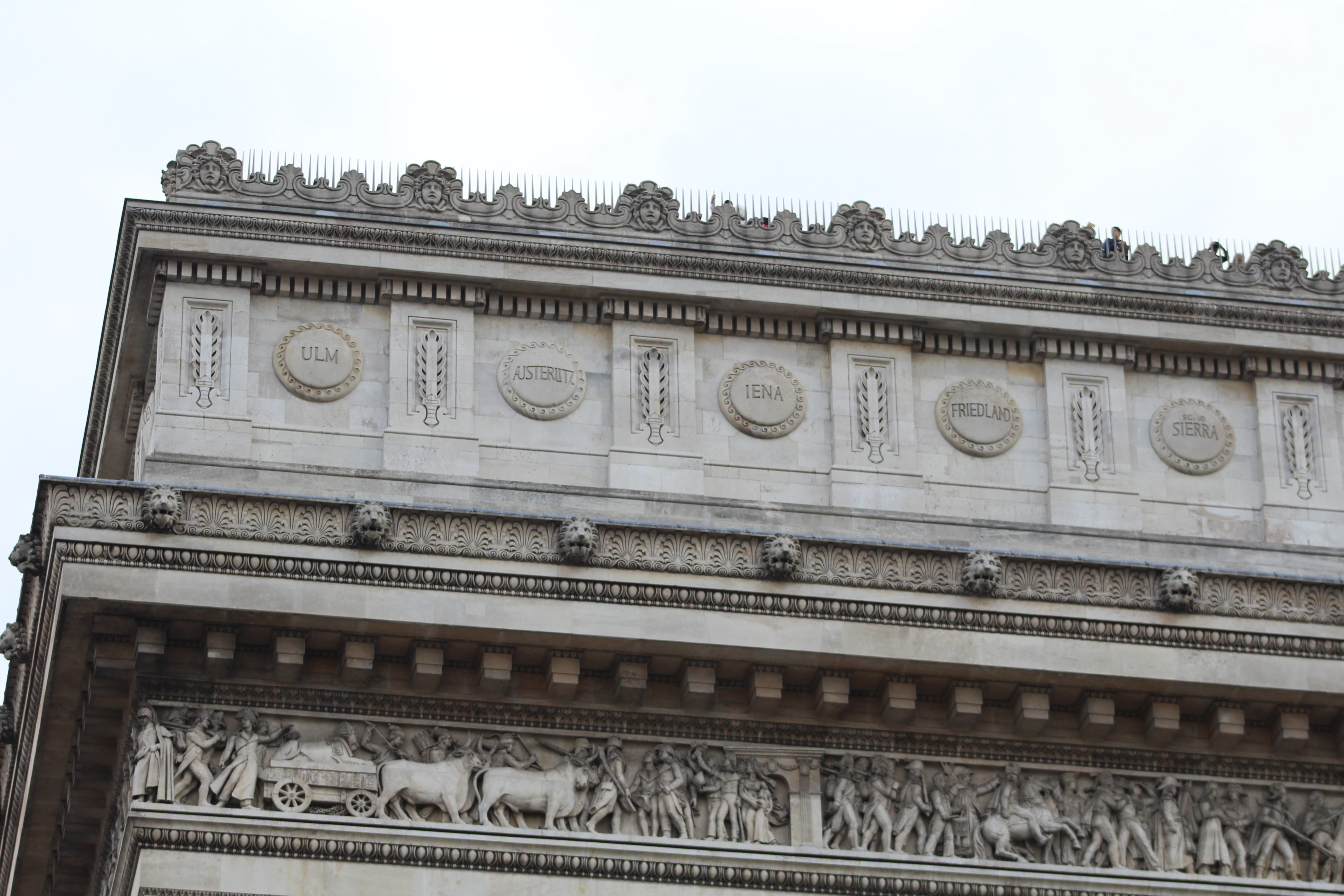
Arc de triomphe de l'Étoile, sphinx juché sur un fragment d'obélisque, Paris.
Logo de Blue Obelisk (en)

### Ouvrages généraux
- Nestor L'Hôte, Notice historique sur les obélisques égyptiens et en particulier sur l'obélisque de Louxor, Paris, Éd. Leleux, 1836
- (en) E. A. Wallis Budge, Cleopatra's Needles and Other Egyptian Obelisks, Londres, The Religious Tract Society, 1926 (réimpr. 1990)
- (en) Labib Habachi, The Obelisks of Egypt, Charles Scribner's Sons, 1977 (ISBN 0-460-12045-X)
- (en) Labib Habachi, The Obelisks of Egypt, skyscrapers of the past, American University in Cairo Press, 1985, 203 p. (ISBN 977-424-022-7)
- (de) Labib Habachi et Carola Vogel, Die unsterblichen Obelisken Aegyptens, Mayence, von Zabern, 2000 (ISBN 3-8053-2658-0)
- (de) Armin Wirsching, Obelisken transportieren und aufrichten in Aegypten und in Rom, Norderstedt, Books on Demand, 2007, 2e éd. 2010, 132 p. (ISBN 978-3-8334-8513-8, lire en ligne)

### Obélisques de Rome, ouvrages en ligne
- (en) Samuel Ball Platner, A Topographical Dictionary of Ancient Rome, Londres, Oxford University Press, 1929 (lire en ligne)
- (en) L. Richardson Jr, A Topographical Dictionary of Ancient Rome, Baltimore, Johns Hopkins University Press, 1992 (lire en ligne)

### Obélisques d'Éthiopie, articles en ligne
- Bertrand Poissonnier, Les stèles géantes d’Aksum à la lumière des fouilles de 1999, vol. 4, in Fauvelle-Aymar Fr.-X. (dir.), Palethnologie de l’Afrique, P@lethnologie, 2012 (lire en ligne), p. 49-86.